# Kossuth-díjasok dátum szerinti listája
Az alábbi lista Kossuth-díjjal kitüntetett személyeket sorol fel, dátum szerinti csoportosításban.

## Díjazottak évek szerint

### 2025
Kossuth-nagydíj: Koncz Gábor színművész, rendező, érdemes művész.
Kossuth-díj:
- Balogh Kálmán, Martin György-díjas cimbalomművész
- Benkő Imre, Balázs Béla-díjas fotográfus
- Döbrentei Kornél, Babérkoszorú-díjas író
- Dr. Ferencz Marcel, DLA építészmérnök
- Fried Péter, Liszt Ferenc-díjas operaénekes
- Kelemen László, Erkel Ferenc-díjas zeneszerző, a Hagyományok Háza főigazgatója
- Kókai Krisztina, Ferenczy Noémi-díjas textilművész, grafikus, érdemes művész
- Lajos Tamás, Balázs Béla-díjas magyar operatőr, producer, jogász, érdemes művész
- Mikulás Ferenc, Balázs Béla-díjas producer
- Müller Péter Sziámi, költő, előadóművész rendező, kultúraszervező
- Nemes Levente, Jászai Mari-díjas színművész
- Petrás Mária, népdalénekes, keramikusművész
- Solymosi Tamás, Harangozó Gyula-díjas érdemes és kiváló művész, koreográfus

### 2024
Kossuth-nagydíj: Eötvös Péter Magyar Szent István Renddel kitüntetett, Kossuth-díjas zeneszerző, karmester, zenepedagógus a különféle hangszeres műfajok mellett az operairodalmat is kiemelkedő alkotásokkal gazdagító művészete, a magyar klasszikus zene nemzetközi rangját növelő és a kortárs zene tolmácsolása terén is példaadó karmesteri tevékenysége, korszakos jelentőségű életműve elismeréseként.
Kossuth-díj:
- Bretz Gábor Liszt Ferenc-díjas operaénekes, érdemes művész, a Magyar Állami Operaház magánénekese a nemzetközi operaéletben is nagyra értékelt és koncerténekesként is kiemelkedően sikeres énekművészete, könnyed karakterformálásai és stílusgazdag előadásmódja, a magyar klasszikus zeneművészet jó hírét erősítő és nemes hagyományait folytató előadó-művészete elismeréseként.
- Cakó Ferenc grafikusművész, animációs filmrendező, kiváló és érdemes művész, a Magyar Művészeti Akadémia rendes tagja a magyar kultúrát páratlan homokanimációs-filmjeivel és egyedülálló színházi élményt nyújtó előadásaival gazdagító művészete elismeréseként.
- Leslie Mandoki zenész, zenei producer, a Mandoki Soulmates és a Red Rock Stúdiók alapítója, tulajdonos vezetője a rock, pop, jazz és fúziós jazz műfajában egyaránt professzionális és évtizedek óta nagy népszerűségnek örvendő előadásai elismeréseként.
- Salamin Ferenc Ybl Miklós-díjas építész, a Magyar Művészeti Akadémia rendes tagja a hagyomány továbbélését szolgáló organikus-regionális építészet remekeit kiérlelő tervezőmunkája elismeréseként.
- Szőcs Miklós TUI Munkácsy Mihály-díjas szobrászművész, a Magyar Művészeti Akadémia rendes tagja az autonóm szobrászat, az alkalmazott játéktárgykészítés és a bútorművészet határterületein mozgó, a legnemesebb fafajták rendhagyó megmunkálásával létrehozott, mély spiritualitást tükröző alkotásai elismeréseként.
- Takács-Nagy Gábor Liszt Ferenc-díjas hegedűművész, karmester, érdemes művész a magyar klasszikus zenét több évtizedes inspiratív előadó- és kamaraművészi tevékenysége mellett elsőrangú karmesteri munkájával is gazdagító művészete elismeréseként.
- Tolcsvay László Erkel Ferenc-díjas zeneszerző, előadóművész, a Tolcsvay Trio társalapítója a hatvanas évek beatgenerációjának kimagasló egyéniségeként, a Tolcsvay Trio és a Fonográf együttesek tagjaként, illetve a Magyar Mise, a Mária evangéliuma és a Nemzeti dal zeneszerzőjeként a magyar zenekultúrát egyedülállóan formáló és gazdagító előadóművészi munkája elismeréseként.
- Trill Zsolt Jászai Mari-díjas színművész, kiváló és érdemes művész drámai és komikus karaktereket egyaránt példaadó hitelességgel megjelenítő szerepformálásai, kiemelkedően sikeres darabokban nyújtott felejthetetlen alakításai és értékes filmszínészi tevékenysége elismeréseként.
- Vashegyi György Liszt Ferenc-díjas karmester, a Magyar Művészeti Akadémia rendes tagja, volt elnöke nemzetközileg is jelentős karmesteri tevékenysége, különösen a régizene műfajának hazai tolmácsolásában egyedülálló művészi munkája, a Purcell Kórus és az Orfeo Zenekar alapító vezetőjeként végzett értékteremtő tevékenysége, valamint a művészeti közéletben végzett meghatározó munkája elismeréseként.
- Visky András József Attila-díjas író, dramaturg értékes dramaturgi tevékenysége és írásművészete, különösen a diktatúra megaláztatásai közepette hitben megélt szeretet erejét, a megingathatatlan emberi tartás és a magyar identitás megőrzését például állító remekműve, a Kitelepítés című regénye elismeréseként.
- Vincze Zsuzsanna Harangozó Gyula-díjas táncművész, koreográfus, érdemes művész a magyar néptáncművészet autentikus színpadi megfogalmazása és formanyelvének megőrzése iránt elhivatott, több évtizedes koreográfusi és jelmeztervezői munkája elismeréseként.

Kossuth-díjat megosztva kapott:
- Heigl László Liszt Ferenc-díjas előadóművész, a Misztrál együttes tagja a magyar és külföldi költők verseinek magas színvonalú és eredeti hangzásvilágú megzenésítésével a magyar zenei kultúrát gazdagító, értékes és sokoldalú művészi tevékenysége elismeréseként,
- Heinczinger Miklós Liszt Ferenc-díjas előadóművész, a Misztrál együttes alapító tagja,
- Pusztai Gábor Liszt Ferenc-díjas előadóművész, a Misztrál együttes tagja,
- Tóbisz Tinelli Tamás Liszt Ferenc-díjas előadóművész, a Misztrál együttes alapító tagja,
- Török Máté Liszt Ferenc-díjas előadóművész, a Misztrál együttes alapító tagja.

### 2023
Kossuth Nagydíj: ifj. Sánta Ferenc, a nemzet művésze, Kossuth- és Liszt Ferenc-díjas hegedűművész, prímás, a 19–20. századi klasszikus és népszerű zeneirodalom mellett a hazánk zenei kultúrájának részét képező cigánymuzsika magas szintű művelése terén is példaadó, a Magyar Nemzeti Cigányzenekar alapítója és vezető prímásaként több évtizede nagy sikereket arató előadóművészi pályája elismeréseként.
Kossuth-díj:
- Adamis Anna zeneszerző, költő, előadóművész a legnevesebb zenekarok számára írt ikonikus dalszövegei, generációk életérzését hűen közvetítő és évtizedek óta töretlen népszerűségnek örvendő slágerei elismeréseként.
- Bukta Imre Munkácsy Mihály-díjas képzőművész, érdemes művész, a Magyar Művészeti Akadémia rendes tagja a kortárs magyar képzőművészet formanyelvét a fotó, a videó és az installáció eszközeivel megújító, a klasszikus paraszti létformát és kultúrát sajátos motívumokkal ábrázoló művészi alkotómunkája elismeréseként.
- Dráfi Mátyás Jászai Mari-díjas színművész, rendező, érdemes művész a magyar nyelv és kultúra megőrzését elkötelezetten szolgáló, a felvidéki magyarság művelődését meghatározó és a magyar színházművészet határokon átívelő népszerűsítése terén is példaadó előadói és vezetői tevékenysége elismeréseként.
- Duba Gyula József Attila-díjas író, a Magyar Művészeti Akadémia rendes tagja gazdag alkotói életműve, a felvidéki magyarság létélményét szociografikus alaposságú, mégis lírai magasságokba emelkedő regényekbe és novellákba sűrítő művészete elismeréseként.
- Kutas László szobrász- és éremművész a domborművek és köztéri szobrok mellett a kisplasztikák, illetve az emlékérmek terén is elsőrangú, szellemes komponálás, választékos anyaghasználat és kivételes formaérzék jellemezte tervezőművészete elismeréseként.
- Mezei Gábor Munkácsy Mihály-díjas belsőépítész, bútortervező, érdemes művész, a Magyar Művészeti Akadémia rendes tagja a magyar organikus belsőépítészet és a történelmi hagyományú bútorművesség mestereként szürreális bútorkompozícióival új minőséget és stílust létrehozó, a Makovecz-életmű folytatása iránt elkötelezett és példaadó tervezőművészete elismeréseként.
- Mihályi Gábor Harangozó Gyula-díjas koreográfus, rendező, kiváló és érdemes művész, a Magyar Művészeti Akadémia rendes tagja a hagyományt a modernitással mesterien ötvöző koreográfiái és rendezései, az autentikus formanyelvre építve a ma emberéhez szóló kortárs néptáncművészete és a Magyar Állami Népi Együttes megújítása terén egyedülálló művészeti és vezetői tevékenysége elismeréseként.
- Oberfrank Pál Jászai Mari-díjas színművész, rendező, érdemes művész, a Magyar Művészeti Akadémia rendes tagja színpadon, képernyőn és mozivásznon egyaránt emlékezetes és sikeres alakításai, a magyar kultúra közvetítése iránt elkötelezett művészi és vezetői munkája elismeréseként.
- Orbán János Dénes Babérkoszorú és József Attila-díjas költő, prózaíró, a Magyar Művészeti Akadémia levelező tagja a kortárs magyar irodalmat egyedi stílusú, formailag és nyelvileg is bravúros költeményeivel, prózáival és drámáival gazdagító írásművészete, valamint példaadó irodalomszervező és tehetséggondozó tevékenysége elismeréseként.
- Perényi Eszter Liszt Ferenc-díjas hegedűművész, kiváló és érdemes művész, professor emeritus a kortárs magyar zene megismertetése iránt különösen elkötelezett előadóművészete, a magyar zenei örökség továbbadásában is kiemelkedően sikeres és nemzedékeket inspiráló oktatói tevékenysége elismeréseként.
- Vitézy László Balázs Béla-díjas filmrendező, forgatókönyvíró, kiváló és érdemes művész a Budapesti Iskola ikonikus alakjaként a szocializmus tabutémáit szociografikus alaposságra építő kifinomult művészi igénnyel megjelenítő alkotásai, a magyar irodalom klasszikus műveit méltó módon adaptáló rendezései elismeréseként.
- Záborszky Kálmán Liszt Ferenc-díjas karmester, gordonkaművész, kiváló és érdemes művész, a Magyar Művészeti Akadémia rendes tagja gordonkaművészként és karmesterként is kiemelkedő művészete, a művészettel nevelés mellett a kultúraközvetítés iránt is elkötelezett munkája, a Szent István Filharmonikusok vezető karmestereként végzett sikeres és nagy hatású tevékenysége elismeréseként.

### 2022
- Bahget Iskander fotóművész Magyarország számára kivételesen értékes művészi pályafutása, fekete-fehér szociofotók, portrék és sivatagi tájképek mellett a magyar irodalom és a képzőművészet jeles képviselőit is lenyűgöző kifejezőerővel megörökítő alkotásai, a magyar és az arab fotóművészetet egyaránt gazdagító életműve elismeréseként;
- Csikos Sándor Jászai Mari-díjas színművész, színházi rendező, színészpedagógus, egyetemi oktató, kiváló és érdemes művész Magyarország számára kivételesen értékes művészi pályafutása során a drámairodalom legjelentősebb szerepeinek hiteles megformálójaként nyújtott emlékezetes alakításai, a magyar irodalom remekeit, főként Szabó Magda műveit értő módon, igényesen tolmácsoló rendezései, valamint kivételesen értékes pedagógusi munkája elismeréseként;
- Diószegi László Harangozó Gyula- és Martin György-díjas koreográfus, egyetemi magántanár Magyarország számára kivételesen értékes pályafutása, a Kárpát-medencei néptánchagyományok ápolását kultúra-, illetve nemzettörténeti kutatásai mellett díjnyertes koreográfiáival és táncpedagógusi munkájával is elhivatottan szolgáló, különlegesen gazdag és sokrétű művészi tevékenysége elismeréseként;
- Dresch Mihály Liszt Ferenc-díjas előadóművész, kiváló és érdemes művész Magyarország számára kivételesen értékes, a mai magyar dzsessz kimagasló alakjaként a magyar népzene és a dzsessz ötvözésén alapuló, saját zenei világot megjelenítő, kiemelkedő előadóművészi pályája elismeréseként;
- Király László Babérkoszorú- és József Attila-díjas költő, író, műfordító, a Magyar Művészeti Akadémia rendes tagja Magyarország számára kivételesen értékes művészi pályafutása során a nemzetiségi lét kérdéskörét egyedülálló módon megragadó írói, költői életműve, valamint kiemelkedő műfordítói tevékenysége elismeréseként;
- Lakatos Mónika előadóművész, énekesnő, zeneszerző, szövegíró Magyarország számára kivételesen értékes, az autentikus oláh cigány kultúra hagyományainak továbbélése és átörökítése terén kiemelkedő, az érzelmek gazdag tárházát minden mesterkéltségtől mentesen felvonultató és világszerte sikereket arató előadóművészi munkája elismeréseként;
- Rátóti Zoltán Jászai Mari-díjas színművész, kiváló és érdemes művész, a Magyar Művészeti Akadémia rendes tagja Magyarország számára kivételesen értékes művészi pályafutása során a magyar és világirodalom legjelentősebb drámai szerepeiben nyújtott emlékezetes színpadi, valamint jelentős filmes alakításai elismeréseként;
- Boldi-Szmrecsányi Boldizsár Munkácsy Mihály-díjas szobrászművész Magyarország számára kivételesen értékes, páratlanul letisztult formavilágú, különleges és eredeti kőszobrászata, a klasszikus európai mellett az egyiptomi, sumer és közép-amerikai kultúrákból is táplálkozó, illetve az ontológia alapkérdéseire reflektáló, szakrális műveiben pedig a világvallásokra asszociáló művészi alkotómunkája elismeréseként;
- Ternovszky Béla Balázs Béla-díjas rajzfilmrendező, érdemes művész, a Magyar Művészeti Akadémia levelező tagja Magyarország számára kivételesen értékes művészi pályája, évtizedek óta töretlen népszerűségnek örvendő, karikaturisztikus és groteszk humorral megformált művek, egyebek mellett a kultikus Macskafogó megalkotójaként a magyar animációs filmművészetet gazdagító pályafutása elismeréseként;
- Zoboki Gábor Ybl Miklós-díjas építész, egyetemi tanár, a Magyar Művészeti Akadémia rendes tagja Magyarország számára kivételesen értékes, több mint három évtizedes alkotói pályája, egyedi stílusú, az esztétikumot a funkcionalitással bravúrosan ötvöző épületei, valamint számos kiemelten fontos hazai műemlék rekonstrukciója során végzett kimagasló színvonalú, művészi igényű tervezőmunkája elismeréseként.
- A Kossuth-díjat megosztva kapták: a Kodály vonósnégyes tagjai, Bangó Ferenc hegedűművész, Éder György csellóművész, Falvay Attila hegedűművész, érdemes művész, a vonósnégyes primáriusa, valamint Tuska Zoltán hegedű- és brácsaművész Magyarország számára kivételesen értékes és nemzetközi szinten is nagy elismertségnek örvendő kamarazene-művészeti pályafutásuk, különösen a klasszikus magyar zenekultúra és Kodály Zoltán műveinek magas színvonalú tolmácsolását, illetve nemzetközi megismertetését elhivatottan szolgáló, több évtizedes művészi munkájuk elismeréseként.

### 2021[5]
Kossuth Nagydíj: Mécs Károly a nemzet művésze, Kossuth- és Jászai Mari-díjas színművész, érdemes és kiváló művész, a Magyar Művészeti Akadémia rendes tagja Magyarország számára kivételesen értékes, példaértékű művészi pályafutása során nyújtott, a színházi szakma nagyrabecsülését és a közönség szeretetét egyaránt elnyerő színpadi szerepformálásai, valamint szépirodalmi klasszikusaink filmes adaptációiban nyújtott felejthetetlen, generációk számára meghatározó élményt jelentő alakításai elismeréseként.
Kossuth-díj:
- Cseke Péter Jászai Mari- és Nádasdy Kálmán-díjas színművész, rendező, érdemes művész, a Magyar Művészeti Akadémia rendes tagja Magyarország számára kivételesen értékes, több mint négy évtizedes művészi pályafutása, a szakma és a közönség körében is méltán sikeres színészi, valamint a magyar színházművészetet sokoldalúan, magas színvonalon szolgáló, keresztény szellemiségű művészetpedagógiai és színházvezetői munkája elismeréseként;
- Csíky András Jászai Mari-díjas színművész, a Kolozsvári Állami Magyar Színház örökös tagja Magyarország számára kivételesen értékes művészi pályafutása során az erdélyi magyar színházművészetben művészként és tanárként betöltött jelentős szerepe, valamint a magyar, illetve a világirodalom legjelentősebb drámai szerepeiben nyújtott megrendítő alakításai elismeréseként;
- Frenák Pál Harangozó Gyula-díjas táncművész, koreográfus, érdemes művész Magyarország számára kivételesen értékes művészi pályafutása során hazánk egyik korszakalkotó koreográfusaként itthon és a világ legrangosabb színpadain aratott sikerei, valamint a kortárs magyar táncművészetet egyedülálló módon formáló és gazdagító, nemzetközileg is elismert előadóművészi, illetve táncpedagógusi munkája elismeréseként;
- Gulyás Gyula Balázs Béla-díjas filmrendező, érdemes művész, a Magyar Művészeti Akadémia rendes tagja Magyarország számára kivételesen értékes, fél évszázados művészi pályafutása során megalkotott, fontos társadalmi kérdéseket feszegető, a nézőket önismeretre, bátor szembenézésre és megalkuvás nélküli számvetésre tanító, új vizuális megoldásokat alkalmazó, egyéni hangvételű dokumentum- és játékfilmjei elismeréseként;
- Gulyás János Balázs Béla-díjas filmrendező, operatőr, érdemes művész, a Magyar Művészeti Akadémia rendes tagja Magyarország számára kivételesen értékes, fél évszázados művészi pályafutása során megalkotott, fontos társadalmi kérdéseket feszegető, a nézőket önismeretre és árnyalt gondolkodásra tanító, a művészeti, történelmi és közéleti témákat a kitaszítottak sorsa iránti érzékenységgel bemutató dokumentum- és játékfilmjei elismeréseként;
- Harsányi Gábor kétszeres Jászai Mari-díjas színművész, író, érdemes művész Magyarország számára kivételesen értékes művészi pályafutása során nyújtott, színpadon, mozivásznon és tévéképernyőn egyaránt kiemelkedő, felejthetetlen alakításai, valamint karakteres hangjával számos külföldi produkció művészi színvonalát emelő szinkronszínészi tevékenysége elismeréseként;
- Keller András Liszt Ferenc-díjas hegedűművész, érdemes művész, a Keller Vonósnégyes alapítója, a Concerto Budapest zeneigazgatója és vezető karmestere Magyarország számára kivételesen értékes művészi pályafutása, a kamaramuzsikát és a kortárs zenét is elhivatottan közvetítő, világszerte elismert előadó-művészete, valamint sikeres zeneigazgatói, oktatói és kultúraszervezői tevékenysége elismeréseként;
- Dr. Lovász Irén népdalénekes, néprajzkutató, érdemes művész, a Károli Gáspár Református Egyetem Bölcsészet- és Társadalomtudományi Kara Művészettudományi és Szabadbölcsészeti Intézetének egyetemi docense Magyarország számára kivételesen értékes művészi pályafutása, a népművészet identitásmegőrző szerepe mellett a népdaléneklés lélekgyógyító és közösségformáló erejét is elhivatottan hirdető, kiemelkedő előadóművészi, kutatói és pedagógiai életműve elismeréseként;
- Nagy Bálint Ybl Miklós-díjas építész Magyarország számára kivételesen értékes, a magyar építőművészetet egyedi stílusú alkotásaival gazdagító, sokoldalú tervezőművészi pályája, valamint a hazai és egyetemes építészeti kultúra szervezésében, illetve az építészek közösséggé formálásában betöltött kiemelkedő szerepe elismeréseként;
- Nagy Feró énekes, zeneszerző, dalszövegíró, a Beatrice és az Ős-Bikini frontembere Magyarország számára kivételesen értékes pályafutása során a magyar rockzenei élet emblematikus alakjaként egyedi stílusával generációk ízlését formáló és a rendszerváltoztatás korának fontos témáit a zene nyelvén megszólaltató, sokoldalú előadó-művészete elismeréseként;
- Párkányi Raab Péter Munkácsy Mihály-díjas szobrászművész Magyarország számára kivételesen értékes, a klasszikus európai, illetve a legnemesebb nemzeti hagyományokat innovatív látásmóddal ötvöző művészi pályafutása, finoman megmunkált kisplasztikákat, látványos kiállítótermi kompozíciókat és monumentális köztéri szobrokat is magába foglaló alkotóművészete elismeréseként;
- Szarvas József Jászai Mari-díjas színművész, érdemes és kiváló művész, a Magyar Művészeti Akadémia rendes tagja Magyarország számára kivételesen értékes művészi pályafutása során nyújtott, a tragikus és a komikus figurákat egyaránt hitelesen megjelenítő színpadi, illetve filmes alakításai, valamint a magyar kulturális életet számos területen gazdagító, jelentős közösségteremtő tevékenysége elismeréseként;
- Tátrai Tibor „Tibusz” Liszt Ferenc-díjas gitárművész, zeneszerző, érdemes művész, a Tátrai Band, a Magyar Atom, a Latin Duó, a Boom Boom és a Tátrai Trend zenekarok alapítója és vezetője Magyarország számára kivételesen értékes művészi pályafutása, a magyar könnyűzenei életben egyedülálló, virtuóz gitártechnikájával, valamint a bluestól a jazzen át a latin zenéig számos műfajt magába foglaló, stílusteremtő előadó-művészete elismeréseként;
- Turi Attila Ybl Miklós-díjas építész, a Magyar Művészeti Akadémia rendes tagja Magyarország számára kivételesen értékes művészi pályafutása során Makovecz Imre szellemi örökségét méltó módon folytató, a hagyományok megőrzését a jelenkor igényeivel harmonikusan ötvöző, az organikus építészet mestermunkáinak számító, formagazdag alkotásokat felvonultató, kimagasló színvonalú tervezői életműve elismeréseként;
- Vári Fábián László Babérkoszorú és József Attila-díjas költő, műfordító, néprajzkutató, a Magyar Művészeti Akadémia rendes tagja Magyarország számára kivételesen értékes művészi pályafutása során megalkotott, a kárpátaljai magyarság nemzettudatát erősítő művei, szenvedélyes hangvételű, gazdag képi és formavilágú lírai alkotásai, kordokumentumként is szolgáló, egyszerre drámai és humoros, önéletrajzi ihletettségű regényei, valamint sokoldalú néprajzi gyűjtői, műfordítói és irodalomszervezői tevékenysége elismeréseként.

### 2020[6]
- Ács Margit: József Attila-díjas és Babérkoszorú díjas író, műkritikus, szerkesztő, a Magyar Művészeti Akadémia rendes tagja részére Magyarország számára kivételesen értékes művészi pályafutása során létrehozott, több műfajt átfogó, sokoldalú prózaírói és irodalomkritikusi életműve, a lélektani mélységek ábrázolása mellett a társadalomkritikai igazságkeresésre is nagy hangsúlyt fektető, örök érvényű írásai, valamint a rendszerváltoztatás történetét bemutató hiánypótló elbeszélései elismeréseként
- Berczelly István: Liszt Ferenc-díjas operaénekes, kiváló és érdemes művész, a Magyar Állami Operaház örökös tagja részére Magyarország számára kivételesen értékes művészi pályafutása során a magyar operajátszás egyik legnagyobb formátumú, markáns színpadi egyéniségeként főként basszbariton szerepekben nyújtott sikeres alakításai mellett példaértékű szakmai alázatról is árulkodó előadóművészete elismeréseként
- Dörner György színművész, kiváló és érdemes művész, az Újszínház ügyvezető igazgatója részére Magyarország számára kivételesen értékes művészi pályafutása során nyújtott kimagasló színvonalú, emlékezetes színpadi, játék- és tévéfilmes, illetve szinkronszínészi alakításai, valamint a magyar szerzők műveinek bemutatását küldetésének tekintő, értékteremtő színházigazgatói munkája elismeréseként
- Erdélyi Tibor Erkel Ferenc-díjas táncművész, koreográfus, fafaragó népi iparművész, érdemes művész, a népművészet mestere, a Magyar Állami Népi Együttes örökös tagja részére Magyarország számára kivételesen értékes művészi pályafutása során létrehozott, a magyar néptáncművészet és népi szobrászat területén egyaránt kiemelkedő, autentikus művészi életműve, a legnemesebb népművészeti hagyományokat egyedi stílusával ötvöző, sokrétű alkotómunkája elismeréseként
- Halmy Miklós Munkácsy Mihály-díjas festő-, szobrász- és grafikusművész részére Magyarország számára kivételesen értékes művészi pályafutása során létrehozott, az univerzális képzőművészi formakészletet népművészetünk motívumkincsével és jellegzetes színhasználatával ötvöző, egyedi stílusú alkotásai, a festészet és a szobrászat lehetőségeinek szintézisén alapuló, plasztikus rétegekkel felépített kompozíciói, az egyetemes és a magyar képzőművészetet egyaránt gazdagító művészi életműve elismeréseként
- Káel Csaba Nádasdy Kálmán-díjas rendező, érdemes művész, a Müpa vezérigazgatója részére Magyarország számára kivételesen értékes művészi pályafutása során klasszikus és kortárs zeneszerzők operáinak kimagasló színvonalú interpretációit, valamint reklám- és dokumentumfilmeket, illetve színházi darabokat is magába foglaló, sikeres rendezései, továbbá sokrétű művészeti szervezőtevékenysége elismeréseként
- Kepenyes Pál ötvös- és szobrászművész részére Magyarország számára kivételesen értékes művészi pályafutása során az autentikus és a klasszikus szobrászi hagyományt a szürrealizmus sajátos látásmódjával ötvöző, a tér és az idő szimbólumait életre keltő alkotásokat, valamint egyedi ékszereket is magába foglaló szobrász- és ötvösművészi alkotómunkája elismeréseként
- Kodolányi Gyula József Attila-díjas költő, műfordító, irodalomtörténész, a Magyar Művészeti Akadémia rendes tagja részére Magyarország számára kivételesen értékes művészi pályafutása során létrehozott, a kortárs magyar lírára erőteljes hatást gyakorló költői és műfordítói, illetve jelentős, főként a modern angolszász költészettel foglalkozó esszéírói életműve, valamint a Magyar Szemle című folyóirat újraindítójaként folytatott értékteremtő, a magyar polgári nemzeti hagyományt újraértelmező munkája elismeréseként
- Kolonits Klára Liszt Ferenc-díjas operaénekes részére Magyarország számára kivételesen értékes művészi pályafutása során virtuóz énektechnikájával és egyedülálló belcanto repertoárjával nemzetközi színpadokon is sikereket arató, az opera mellett a klasszikus és kortárs oratóriumok megszólaltatása terén is kiemelkedő előadóművészete elismeréseként
- Ladányi Andrea Liszt Ferenc- és Harangozó Gyula-díjas balettművész, koreográfus, érdemes művész, színész, rendező részére Magyarország számára kivételesen értékes művészi pályafutása során hazánk egyik korszakalkotó balettművészeként itthon és a világ legrangosabb színpadain aratott sikerei, valamint a kortárs magyar táncművészetet egyedülálló módon formáló és gazdagító, nemzetközileg is elismert koreográfusi, illetve táncpedagógusi munkája elismeréseként
- Lovas Ilona Ferenczy Noémi-díjas képző- és textilművész, érdemes művész, a Magyar Művészeti Akadémia rendes tagja, a Széchenyi Irodalmi és Művészeti Akadémia rendes tagja részére Magyarország számára kivételesen értékes művészi pályafutása során létrehozott, a szakrális tradíciót kortárs minimalista eszközökkel ötvöző, örök érvényű emberi kérdéseket feltáró, karakteres alkotásai, egyetlen műfajba sem besorolható, egyedi alkotóművészete elismeréseként
- Sárközi Mátyás József Attila-díjas író, kritikus, műfordító, szerkesztő részére Magyarország számára kivételesen értékes művészi pályafutása során létrehozott, a hazai kortárs irodalmat gazdagító sokoldalú prózaírói, műfordítói, kritikai és publicisztikai életműve, valamint a 20. század eleji magyar szellemi-kulturális életet érzékletesen ábrázoló családi krónikái elismeréseként
- Skardelli György Ybl Miklós-díjas építész, érdemes művész, a Magyar Művészeti Akadémia rendes tagja részére Magyarország számára kivételesen értékes művészi pályafutása során létrehozott, a funkcionalitást, a fenntarthatóságot és az esztétikumot tökéletesen ötvöző, a múltból átemelt és a kortárs építészeti értékeket összhangba hozó, a városkép egységét és sajátos jegyeit mindig szem előtt tartó tervezői-alkotói életműve elismeréseként
- Solymosi Zoltán Harangozó Gyula-díjas táncművész részére Magyarország számára kivételesen értékes művészi pályafutása során nyújtott, rendkívül karakteres és páratlan művészi érzékkel megformált és világszerte ünnepelt alakításai, valamint példamutató szakmai alázattal végzett táncpedagógiai munkája elismeréseként
- Sunyovszky Szilvia Jászai Mari-díjas színművész, érdemes művész részére Magyarország számára kivételesen értékes művészi pályafutása során nyújtott feledhetetlen színházi, televíziós és filmes alakításai, valamint a magyar irodalom klasszikusait magas színvonalon tolmácsoló kultúraközvetítő tevékenysége elismeréseként
- Szombathy Gyula Jászai Mari-díjas színművész, kiváló és érdemes művész részére Magyarország számára kivételesen értékes művészi pályafutása során karakteres megjelenésével, utánozhatatlan iróniájával a közönség szeretetét és a szakma elismerését méltán kiérdemlő, felejthetetlen színházi, filmes, televíziós és rádiós alakításai, valamint jelentős szinkronszínészi munkái elismeréseként
- Várjon Dénes Liszt Ferenc-díjas zongoraművész részére Magyarország számára kivételesen értékes művészi pályafutása során klasszikus és kortárs zenei remekműveket egyaránt magas szintű szakmai igényességgel, virtuóz módon megszólaltató, gazdag repertoárt magába foglaló zongoraművészi, valamint kimagasló színvonalú művésztanári munkája elismeréseként.
- Kaláka együttes tagjai Magyarország számára kivételesen értékes, öt évtizedes művészi pályafutásuk során egyedülálló közösségteremtő képességükkel több generációt megörvendeztető zenéjük, a magyar és világirodalom klasszikus, illetve kortárs szerzőinek megzenésített versei mellett dalokat és rajzfilmzenéket is magába foglaló sokszínű, műfaj- és stílusteremtő előadó-művészetük elismeréseként: Becze Gábor Kossuth-díjas előadóművész, Gryllus Dániel Kossuth-díjas előadóművész, Gryllus Vilmos Kossuth-díjas előadóművész, Radványi Balázs Kossuth-díjas előadóművész, zeneszerző.

### 2019[7]
Kossuth Nagydíjː Törőcsik Mari, a nemzet színésze, a nemzet művésze, kétszeres Kossuth- és kétszeres Jászai Mari-díjas és Balázs Béla-díjas színművész, érdemes és kiváló művész a több évtizedes pályafutása során kimagasló szakmai hozzáértéssel és alázattal megformált alakításai, ikonikus filmfőszerepek és felejthetetlen színpadi figurák sorát felvonultató, kivételesen gazdag művészi életműve elismeréseként kapta a díjat.
Kossuth-díjː
- Balázs János Liszt Ferenc-díjas zongoraművész, érdemes művész részére a klasszikus és kortárs zongoraműveket egyedülálló virtuozitással, egyéni látásmóddal és érett muzikalitással interpretáló, nemzetközileg is sikeres előadóművészete, valamint Cziffra György életművének és emlékének ápolását szolgáló értékes munkája elismeréseként;
- Csiszár Imre Jászai Mari-díjas rendező, érdemes és kiváló művész részére a magyar és a világirodalom legnagyobb klasszikusait kivételes felkészültséggel és művészi igénnyel megjelenítő, sokoldalú színházi rendezői pályafutása elismeréseként;
- Ferenczes István József Attila-díjas és Babérkoszorú díjas költő, szerkesztő, a Magyar Művészeti Akadémia rendes tagja részére az erdélyi líra hagyományait posztmodern életérzéssel ötvöző, egyedülálló költői életműve, a székelyföldi magyar irodalmi életben betöltött jelentős szerepe, szerkesztői és irodalomszervezői tevékenysége elismeréseként;
- Gyöngyössy Katalin Jászai Mari-díjas színművész, érdemes művész részére klasszikus színházi és filmszerepekben nyújtott felejthetetlen, érzelemgazdag alakításai, példaértékű szakmai alázatról árulkodó, kiemelkedő művészi pályafutása elismeréseként;
- Hildebrand István Balázs Béla-díjas operatőr, rendező, érdemes művész részére nemzedékének egyik legtehetségesebb képviselőjeként a XX. századi magyar filmművészet számos monumentális történelmi filmalkotásának sikeréhez hozzájáruló, kimagasló színvonalú operatőri munkája elismeréseként;
- Kálmándy Mihály a Magyar Állami Operaház énekese részére az operairodalom legnagyobb baritonszerepeiben, valamint koncert- és oratóriuménekesként is a világ szinte minden jelentős színpadán sikeres, kiemelkedő színvonalú művészi pályája elismeréseként;
- Kátai Zoltán énekmondó, zeneszerző részére a Kárpát-medence magyarságának összetartozás-érzését, nemzettudatát a régi magyar zene és irodalom népszerűsítésével, valamint a régi magyar krónikás énekek élményszerű megjelenítésével erősítő több évtizedes, példaértékű és hiteles történeti énekmondói pályafutása elismeréseként;
- Kisléghi Nagy Ádám festőművész, érdemes művész részére nemzetközi szinten is elismert, kiemelkedő művészi pályája, a bibliai történeteket figuratív ábrázolásmóddal megjelenítő, vallásos témájú alkotásai, valamint a világ számos templomát díszítő nagyméretű, szuggesztív falfestményei elismeréseként;
- Koltay Gergely zenész, zeneszerző, szövegíró, a Kormorán zenekar alapítója és vezetője részére az ősi magyar monda- és dallamvilág felelevenítésével a hazai zeneművészet tradicionális értékeit egyszerre megőrző és továbbadó, sokoldalú alkotó- és előadóművészi tevékenysége elismeréseként;
- Kovács Miklós kékfestő mester, népi iparművész, a népművészet mestere részére a magyar népi kultúra hagyományainak ápolását és gyarapítását az évszázados múltra visszatekintő kékfestő mesterség művészi szintű gyakorlójaként és továbbadójaként több évtizede szolgáló, értékteremtő munkája elismeréseként;
- Madarassy István ötvös- és szobrászművész részére a szakrális és a profán értékek kapcsolatát tükröző, nemzetközileg is elismert alkotóművészete, a kisplasztikáktól és monumentális köztéri szobroktól az ötvösművészeti alkotásokon át a restaurációs és rekonstrukciós munkákig terjedő, kivételesen gazdag életműve elismeréseként;
- Mihály Gábor Munkácsy Mihály-díjas szobrászművész részére a sport témáját és a magyarság sorskérdéseit mesteri forma- és atmoszférateremtő képességgel, egyedi módon megjelenítő, kisplasztikákat és monumentális köztéri szobrokat is magába foglaló alkotóművészete elismeréseként;
- Müller Péter József Attila-díjas író, dramaturg, forgatókönyvíró részére kimagasló színvonalú regény- és nemzetközi szinten is sikeres színpadi műveket magába foglaló drámaírói életműve, több mint hat évtizedes dramaturgi munkája, valamint a spiritualitás témakörében alkotott, főként a test és lélek harmóniájának kereséséről szóló, nagy népszerűségnek örvendő könyvei elismeréseként;
- Selmeczi György Erkel Ferenc-díjas zeneszerző, karmester, zongoraművész, operarendező, érdemes művész, a Színház- és Filmművészeti Egyetem Színházművészeti Intézetének egyetemi tanára részére kivételesen sokoldalú művészi pályája, a vokál-szimfonikus, kamara- és kórusművek mellett számos nagy sikerű színpadi előadás és filmalkotás zenéjét is magába foglaló, nagy ívű zeneszerzői életműve, valamint magas színvonalú oktatói munkája elismeréseként;
- Szigethy Gábor színháztörténész, rendező, író, irodalomtörténész, szerkesztő részére a reformkori és XX. századi magyar irodalmon, történelmen át a színháztörténetig számos témakört felölelő gazdag publicisztikai életműve, Gondolkodó magyarok című művelődéstörténeti sorozata, valamint szerteágazó kultúraszervező tevékenysége elismeréseként;
- Tamás Menyhért József Attila-díjas és Babérkoszorú díjas költő, író, műfordító, a Magyar Művészeti Akadémia rendes tagja részére az erdélyi népköltészeti hagyományokat a bukovinai székely nyelvjárás ízességével ötvöző prózája, a XX. századi magyar történelem súlyos örökségét, a modern kori emberi tragédiákat hitelesen és érzékletesen bemutató életműve elismeréseként.

### 2018[8]
Kossuth Nagydíj: Sára Sándor, Kossuth-díjas és Balázs Béla-díjas filmrendező, operatőr, a nemzet művésze, kiváló és érdemes művész, a Magyar Művészeti Akadémia rendes tagja.
Kossuth-díj:
- Berkesi Sándor Liszt Ferenc-díjas karnagy, a Debreceni Egyetem Zeneművészeti Karának docense, a Tiszántúli Református Egyházkerület nyugalmazott zenei igazgatója, a Debreceni Református Kollégium Kántusa vezetője
- Esztergályos Cecília Jászai Mari-díjas színművész, kiváló és érdemes művész
- Faragó Laura énekművész, népdalénekes, etnológus, zenepedagógus
- Farkas Árpád Babérkoszorú díjas és József Attila-díjas író, költő, műfordító, a Magyar Művészeti Akadémia rendes tagja
- Geszler Mária Munkácsy Mihály-díjas keramikusművész, a Magyar Művészeti Akadémia rendes tagja
- Györfi Sándor Munkácsy Mihály-díjas szobrászművész, érdemes művész
- Kiss Benedek Babérkoszorú díjas és kétszeres József Attila-díjas költő, a Magyar Művészeti Akadémia rendes tagja
- Lantos István Liszt Ferenc-díjas zongoraművész, kiváló és érdemes művész, a Magyar Művészeti Akadémia rendes tagja, a Liszt Ferenc Zeneművészeti Egyetem Billentyűs és Akkordikus Hangszerek Tanszékének egyetemi tanára
- Lengyel György Jászai Mari-díjas rendező, kiváló és érdemes művész, a Színház- és Filmművészeti Egyetem professor emeritusa
- Oláh Zoltán Harangozó Gyula-díjas balettművész, a Magyar Nemzeti Balett első magántáncosa, a Magyar Táncművészeti Egyetem Klasszikus Balett Tanszékének adjunktusa
- Péreli Zsuzsa Munkácsy Mihály-díjas képzőművész, gobelinművész, kiváló és érdemes művész
- Rieger Tibor Magyar Örökség díjas szobrászművész
- Sümegi Eszter operaénekes, kiváló és érdemes művész, a Magyar Állami Operaház szerződéses magánénekese
- Tordai Teri Jászai Mari-díjas színművész, kiváló és érdemes művész
- Zádori Mária Liszt Ferenc-díjas énekművész

### 2017[9]
Kossuth Nagydíj: Kallós Zoltán, néprajztudós, népzenegyűjtő, a nemzet művésze, a Magyar Corvin-lánc kitüntetettje, a Magyar Művészeti Akadémia rendes tagja, a Magyar Néprajzi Társaság tiszteletbeli tagja.
Kossuth-díj:
- Bálint Márta színművész
- Bertalan Tivadar látványtervező, festő- és grafikusművész, író, a Magyar Művészeti Akadémia rendes tagja
- Fésűs Éva író, költő
- Frenreisz Károly zeneszerző, előadóművész
- Galánfi András fafaragó népi iparművész, előadóművész, a népművészet mestere, a Magyar Művészeti Akadémia rendes tagja
- Kamp Salamon a Lutheránia Ének- és Zenekar Liszt Ferenc-díjas karnagya, a Magyar Bach Társaság alapítója és elnöke, a Liszt Ferenc Zeneművészeti Egyetem Karmester és Karvezető Tanszékének egyetemi tanára
- Keleti Éva Balázs Béla-díjas fotóművész, kiváló és érdemes művész
- Nagy-Kálózy Eszter Jászai Mari-díjas színművész, kiváló és érdemes művész
- Péterfy László szobrászművész, a Magyar Művészeti Akadémia rendes tagja
- Radnóti Zsuzsa Jászai Mari-díjas dramaturg, szakíró, érdemes művész
- Richter József Jászai Mari-díjas artista, cirkuszművész, érdemes művész
- Sass Sylvia Liszt Ferenc-díjas operaénekes, érdemes művész, a Magyar Művészeti Akadémia rendes tagja, a Magyar Állami Operaház volt magánénekese
- Tahi Tóth László Jászai Mari-díjas színművész, kiváló és érdemes művész

### 2016[10]
Kossuth Nagydíj: Makkai Ádám költő, műfordító, nyelvész
Kossuth-díj
- Balázs Fecó Liszt Ferenc-díjas előadóművész, zeneszerző, a Korál zenekar alapító tagja
- Benedek Miklós színművész, rendező, érdemes és kiváló művész
- Budai Ilona népdalénekes
- Csoóri Sándor népzenész, zenetanár, a Muzsikás Együttes és a Magyar Dudazenekar alapító tagja
- Erdély Mátyás operatőr
- Farkas Ádám szobrászművész, érdemes művész, a MMA rendes tagja
- Gulyás Dénes operaénekes, érdemes és kiváló művész
- Kiss Anna költő, drámaíró, a MMA rendes tagja
- Komlósi Ildikó operaénekesnő
- Lukács Sándor színművész, érdemes és kiváló művész
- Madarász Iván zeneszerző
- Nagy Ervin építész, a MMA rendes tagja
- Nemes Jeles László filmrendező, forgatókönyvíró
- Röhrig Géza író, költő, színművész
- Serfőző Simon író, költő, a MMA rendes tagja
- Tillai Aurél karnagy, zeneszerző, érdemes művész
- Zelenák Crescencia tervezőgrafikus, érdemes és kiváló művész

### 2015[11]
- Albert Gábor József Attila-díjas író, esszéista, az MMA rendes tagja
- Bachman Gábor Balázs Béla-díjas építész
- Bács Ferenc Jászai Mari-díjas színművész, érdemes és kiváló művész
- Bede-Fazekas Csaba operaénekes, érdemes és kiváló művész, az MMA levelező tagja
- Gyémánt László festőművész, érdemes művész
- Hűvösvölgyi Ildikó színművésznő
- Kunkovács László fotóművész, néprajzkutató, az MMA rendes tagja
- Mezey Katalin József Attila-díjas költő, az MMA rendes tagja
- Oszvald Marika Jászai Mari-díjas színművésznő, érdemes művész
- Ökrös Oszkár cimbalomművész
- Sapszon Ferenc Liszt Ferenc-díjas karnagynak, a MMA rendes tagja
- Szőcs Géza József Attila-díjas író, költő
- Tolcsvay Béla gitáros, énekes, zeneszerző, szövegíró
- Hot Jazz Band tagjainak: (Bényei Tamás, Bera Zsolt, Fodor László, Galbács István Tibor, Juhász Zoltán, Szabó Lóránt Hunor)

### 2014[12]
Kossuth Nagydíj: Jókai Anna Kossuth-díjas író, esszéista, az MMA rendes tagja
Kossuth-díj
- Baráti Kristóf Liszt Ferenc-díjas hegedűművész, az MMA levelező tagja
- Béres János furulyaművész, népzenekutató, zenepedagógus
- Bohus Zoltán Munkácsy Mihály-díjas üvegtervező iparművész, érdemes művész, az MMA rendes tagja
- Boráros Imre nyugalmazott színművész, a komáromi Jókai Színház alkotója
- Dobai Péter József Attila-díjas és Babérkoszorú díjas író, költő, dramaturg, az MMA rendes tagja
- Hámori Ildikó Jászai Mari-díjas színművész, kiváló művész, a Pesti Magyar Színház tagja
- Hegedűs Endre Liszt Ferenc-díjas zongoraművész, professzor
- Jávori "Fegya" Ferenc zeneszerző, előadóművész, érdemes művész, a Budapest Klezmer Band zenekarvezetője
- Kiss-B. Atilla Liszt Ferenc-díjas operaénekes, a Magyar Állami Operaház művésze, az MMA rendes tagja
- Kobzos Kiss Tamás Liszt Ferenc-díjas előadóművész, az Óbudai Népzenei Iskola igazgatója, népzenetanár, az MMA rendes tagja
- Kóti Árpád Jászai Mari-díjas színművész, kiváló művész, a debreceni Csokonai Nemzeti Színház tagja
- Kovács Kati Liszt Ferenc-díjas előadóművész, dalszövegíró, színésznő
- Mácsai Pál Jászai Mari-díjas színművész, rendező, érdemes művész, az Örkény István Színház igazgatója
- Mőcsényi Mihály Széchenyi-díjas tájépítész, a Budapesti Corvinus Egyetem Tájépítészeti Karának professor emeritusa
- Németh János Munkácsy Mihály-díjas keramikusművész, érdemes művész, az MMA rendes tagja
- Orbán György Erkel Ferenc-díjas zeneszerző, a Liszt Ferenc Zeneművészeti Egyetem docense
- Snétberger Ferenc Liszt Ferenc-díjas gitárművész, zeneszerző
- Takács Klára Liszt Ferenc-díjas operaénekes
- Temesi Ferenc József Attila-díjas és Babérkoszorú-díjas író, műfordító színműíró, az MMA rendes tagja
- Timár Sándor Erkel Ferenc-díjas nyugalmazott koreográfus, néptáncpedagógus
- A Vujicsics együttes tagjainak (Borbély Mihály, Brczán Miroszláv, Eredics Áron, Eredics Gábor, Eredics Kálmán, Szendrődi Ferenc, Vizeli Balázs)

### 2013[13]
- András Ferenc Balázs Béla-díjas filmrendező, producer, forgatókönyvíró, érdemes művész
- Csíkszentmihályi Róbert Munkácsy Mihály-díjas szobrászművész, kiváló művész
- a Csík zenekar tagjai (Csík János, Bartók József, Barcza Zsolt, Kunos Tamás, Majorosi Marianna, Makó Péter, Szabó Attila)
- Dubrovay László Erkel Ferenc-díjas zeneszerző, érdemes művész
- Gera Zoltán színművész
- Kalász Márton József Attila-díjas író, költő, műfordító
- Karinthy Márton rendező, a Karinthy Színház alapító igazgatója
- Kubinyi Anna gobelintervező, textilművész
- Mécs Károly Jászai Mari-díjas színművész, kiváló művész
- az Omega Liszt Ferenc-díjas együttes tagjai (Benkő László, Debreczeni Ferenc, Kóbor János, Mihály Tamás, Molnár György)
- Oszter Sándor Jászai Mari-díjas színművész, érdemes művész
- Pap Vera Jászai Mari-díjas színművész, kiváló művész
- Rudolf Péter Jászai Mari-díjas színművész, rendező, kiváló művész
- Sajdik Ferenc Munkácsy Mihály-díjas grafikusművész, karikaturista, érdemes művész
- Schubert Éva Jászai Mari-díjas színművész, érdemes művész
- Szvorák Katalin Liszt Ferenc-díjas népdalénekes, előadóművész
- Tornai József József Attila-díjas író, költő, műfordító
- Zsuráfszky Zoltán táncművész, koreográfus, kiváló művész

### 2012[14]
Kossuth Nagydíj : Csoóri Sándor Kossuth-díjas író
- Balázs Péter Jászai Mari-díjas színész
- Dárday István Balázs Béla-díjas filmrendező
- Demjén Ferenc zenész, előadóművész
- Fekete György Munkácsy Mihály-díjas belsőépítész
- Harangozó Gyula balettművész
- Kelemen Barnabás Liszt Ferenc-díjas hegedűművész
- Kovács Ákos zenész, előadóművész
- Miklósa Erika Liszt Ferenc-díjas operaénekes
- Pásztor Erzsi Jászai Mari-díjas színművész, érdemes művész
- Piros Ildikó Jászai Mari-díjas színművész, érdemes művész
- Reviczky Gábor Jászai Mari-díjas színművész
- Sebő Ferenc zeneszerző, népzenész
- Somogyi Győző festő- és grafikusművész, kiváló művész
- Székely László Jászai Mari-díjas díszlettervező
- Szentandrássy István festőművész
- Vasadi Péter költő, író
- Vukán György Erkel Ferenc-díjas zeneszerző, zongoraművész

### 2011[15]
Kossuth Nagydíj: Nemeskürty István Széchenyi-díjas irodalomtörténész, a Magyar Tudományos Akadémia doktora
- Berecz András népdalénekes, mesemondó
- Blaskó Péter a Nemzeti Színház Jászai Mari-díjas színművésze, érdemes művész
- Czakó Gábor József Attila-díjas író, publicista, szerkesztő
- Földes László "Hobo" előadóművész, dalszerző
- Kovács Apollónia előadóművész
- Kristóf Ágota író
- Kubik Anna Jászai Mari-díjas színművész, érdemes művész
- Makkai Ádám költő, író, műfordító, nyelvész, a chicagói University of Illinois nyugalmazott professzora
- Medveczky Ádám a Magyar Állami Operaház Liszt Ferenc-díjas karmestere, érdemes művész
- Orosz István Balázs Béla- és Munkácsy Mihály-díjas grafikusművész, érdemes művész, a Nyugat-magyarországi Egyetem Alkalmazott Művészeti Intézetének egyetemi tanára
- Reigl Judit festőművész
- Rofusz Ferenc Oscar-díjas és Balázs Béla-díjas animációs- és rajzfilmrendező
- Sándor György Jászai Mari-díjas előadóművész, "humoralista"
- Szabados György Liszt Ferenc-díjas zeneszerző, zongoraművész
- Szarka Tamás zeneszerző, költő és Szarka Gyula zeneszerző, a Ghymes együttes két alapító tagja
- Vidnyánszky Attila Jászai Mari-díjas rendező, a debreceni Csokonai Színház igazgatója

### 2010[16]
- Aknay János Munkácsy Mihály-díjas festőművész
- Almási Tamás Balázs Béla-díjas filmrendező, érdemes művész, a Színház- és Filmművészeti Egyetem docense
- Békés Itala a Madách Színház Jászai Mari-díjas színművésze, kiváló művész
- Bezerédi Zoltán a Budapesti Katona József Színház Jászai Mari-díjas színművésze, rendező
- Csernus Mariann a Pesti Magyar Színház Jászai Mari-díjas színművésze, a Nemzeti Színház örökös tagja
- Féner Tamás Balázs Béla-díjas fotóművész
- Harkányi Endre a Vígszínház Jászai Mari-díjas színművésze
- Kardos Sándor Balázs Béla-díjas operatőr, kiváló művész
- Kovács András Ferenc József Attila-díjas és Babérkoszorú-díjas költő, esszéíró, műfordító
- Lantos Ferenc Munkácsy Mihály-díjas festő, grafikus, művészpedagógus
- Lengyel Péter Füst Milán-díjas és Márai Sándor-díjas író, műfordító
- Lovasi András énekes, basszusgitáros, szövegíró
- Maár Gyula Balázs Béla-díjas filmrendező, forgatókönyvíró
- Margitai Ági a Győri Nemzeti Színház Jászai Mari-díjas színművésze, kiváló művész
- Matuz István fuvolaművész, Liszt Ferenc-díjas érdemes és kiváló művész[17]
- Papp Oszkár festőművész, érdemes művész
- Rados Ferenc zongoraművész, érdemes művész
- Rakovszky Zsuzsa József Attila-, Márai Sándor- és Babérkoszorú-díjas költő, író, műfordító
- Vidovszky László Erkel Ferenc-díjas zeneszerző, érdemes művész, egyetemi tanár

### 2009
- Ágai Karola Liszt Ferenc-díjas magánénekes
- Balázs Mihály Ybl Miklós-díjas építészmérnök
- Gáspár Sándor, az Új Színház Jászai Mari-díjas színművésze, érdemes művész
- Geiger György Liszt Ferenc-díjas trombitaművész
- Hegedűs D. Géza, a Vígszínház Jászai Mari-díjas színművésze
- Hetey Katalin szobrász-, festő- és grafikusművész
- Jánoskúti Márta, a Vígszínház Jászai Mari-díjas jelmeztervezője
- Juronics Tamás Harangozó Gyula-díjas táncművész
- Kováts Adél, a Radnóti Miklós Színház Jászai Mari-díjas színművésze
- Máté Gábor, a budapesti Katona József Színház Jászai Mari-díjas színművésze
- Rajk László építész, díszlettervező
- Rózsa János Balázs Béla-díjas filmrendező
- Sándor Pál Balázs Béla-díjas filmrendező
- Sári József Erkel Ferenc-díjas zeneszerző
- Schmidt Egon író
- Szirtes Tamás, a Madách Színház igazgatója
- Tót Endre festőművész
- Várady Szabolcs József Attila-díjas író
- Vári Éva, a Budapesti Kamaraszínház Jászai Mari-díjas színművésze
- Végel László író, újságíró, szerkesztő

### 2008
- Baranyi Ferenc József Attila-díjas és Nádasdy Kálmán-díjas költő, író, műfordító,
- Elek Judit Balázs Béla-díjas filmrendező, író, dramaturg
- Fajó János Munkácsy Mihály-díjas festőművész
- Fischer Ádám karmester, a Magyar Állami Operaház főzeneigazgatója,
- Horváth Kornél ütőhangszeres előadóművész, a Magyar Jazz Szövetség alelnöke
- Jeles András Balázs Béla-díjas rendező
- Kerényi Miklós Gábor, a Budapesti Operettszínház igazgató-rendezője,
- Kertész Ákos József Attila-díjas író, dramaturg
- Kiss János Liszt Ferenc-díjas balettművész
- Koncz Zsuzsa Liszt Ferenc-díjas előadóművész
- Kovács Péter festőművész
- Kútvölgyi Erzsébet színművész
- Lukács Gyöngyi, a Magyar Állami Operaház magánénekese, érdemes művész
- Máthé Tibor operatőr
- Pogány Judit, a budapesti Örkény István Színház Jászai Mari-díjas színművésze, érdemes művész
- Rába György, az irodalomtudomány doktora, Széchenyi-díjas író, költő, műfordító
- Ránki Dezső, Kossuth-díjas zongoraművész, kiváló művész, a Liszt Ferenc Zeneművészeti Egyetem egyetemi docense
- Szenthelyi Miklós, Liszt Ferenc-díjas hegedűművész, a Liszt Ferenc Zeneművészeti Egyetem egyetemi docense, a Magyar Virtuózok Kamarazenekar művészeti vezetője
- Szirtes Ági színművész
- Utassy József költő
- Varga Levente építészmérnök

### 2007
- B. Nagy János, a Magyar Állami Operaház Liszt Ferenc-díjas magánénekese, érdemes Művész, az operairodalom tenor szerepeinek kiváló megformálásáért, művészi pályafutása elismeréseként
- Dés László Liszt Ferenc-díjas zeneszerző, előadóművész, érdemes művész, stílusteremtő művészi tevékenységéért, a kortárs improvizatív zene és jazz nemzetközileg is elismert műveléséért, sokoldalú zeneszerzői munkásságáért
- Földi Péter Munkácsy Mihály-díjas festőművész, érdemes művész, az egri Eszterházy Károly Főiskola tanárának, a szellemi hagyományok és a mai kor festészeti törekvéseinek szimbolikus, nagy hatású egyesítéséért
- Gálffi László Jászai Mari-díjas színművész, érdemes művész, több évtizedes kimagasló színészi alakításaiért
- Gulyás Gyula szobrászművész, érdemes művész, új utak kereséséért és a portrészobrászat megújításáért
- Horváth Ádám Balázs Béla-díjas rendező, a Színház- és Filmművészeti Egyetem tanára, kiváló művész, több évtizedes nagy sikerű rendezői munkássága elismeréseként
- Kern András, a Vígszínház Jászai Mari-díjas színművésze, kiváló művész, sokoldalú művészi munkássága elismeréseként
- Kévés György Ybl Miklós-díjas építész, a Kévés és Építésztársa Rt. elnöke, félévszázados kiemelkedő építészeti munkásságáért, az építészeti kultúra terjesztéséért, töretlen kitartással létrehozott, mindig korszerű szellemiséget tükröző alkotásaiért
- Kósa Ferenc Balázs Béla-díjas filmrendező, érdemes művész, nagy hatású, magas színvonalú játék- és dokumentumfilmjeiért
- Ligeti András Liszt Ferenc-díjas karmester, hegedűművész, a Liszt Ferenc Zeneművészeti Egyetem docense, a MATÁV Szimfonikus Zenekar zeneigazgatója, művészeti vezetője, érdemes művész, több évtizedes karmesteri, zenekarvezetői, valamint zenekarépítő és művészetoktatói tevékenységéért, zenei kultúránk nemzetközi hírnevét öregbítő művészi pályafutásáért
- Paizs László Munkácsy Mihály-díjas festőművész, érdemes művész, rendkívüli szakmai tudásáért, a kifejező technológiák megújítási képességével és az igényességgel társult művészi éleslátásáért, a figuralitás és a nonfiguralitás leleményes ötvözéséért
- Parti Nagy Lajos Babérkoszorú-díjas író, költő, drámaíró, a magyar költészet, a próza és dráma nyelvi világának megújításáért
- Párkai István Liszt Ferenc-díjas karnagy, érdemes művész, a Liszt Ferenc Zeneművészeti Egyetem nyugalmazott egyetemi tanára, professor emeritus, több évtizedes kiemelkedő művészi munkájáért, a magyar kóruskultúra nemzetközi hírnevének öregbítése, a magyar zenész-társadalom generációinak felnevelése érdekében végzett tevékenysége elismeréseként
- Perényi Miklós Kossuth-díjas gordonkaművész, a Liszt Ferenc Zeneművészeti Egyetem egyetemi tanára, kiváló művész, az egész világon elismert előadóművészi tevékenységéért, a szebbre és jobbra való szüntelen törekvéséért
- Pécsi Ildikó Jászai Mari-díjas színművész, kiváló művész, színművész, rendező, több évtizedes, nagy népszerűségnek örvendő, sokoldalú művészi munkásságáért, előadóművészi tevékenységéért
- Psota Irén, a Madách Színház Kossuth-díjas színművésze, érdemes művész, a a Nemzet Színésze, színházi és filmszerepek emlékezetes megformálásáért, méltán népszerű, sokoldalú művészi munkásságáért, életpályája elismeréseként
- Rubik Ernő állami díjas építészmérnök, tárgytervező, a Moholy-Nagy Művészeti Egyetem címzetes egyetemi tanára, a Rubik Studio Kft. ügyvezető igazgatója, több mint négy évtizedes, világszerte nagyra becsült tárgyművészeti és feltalálói tevékenységéért, iskolateremtő jelentőségű oktatói munkássága elismeréseként
- ifj. Sánta Ferenc Liszt Ferenc-díjas hegedűművész, a 19. és 20. századi klasszikus és népszerű zeneirodalom magyar stílusban való tolmácsolásáért, a hazánk zenei kultúrájának részét képező cigánymuzsika magas szintű műveléséért
- Szilágyi Tibor Jászai Mari-díjas színművész, kiváló művész, erőteljes színészi alakításaiért és rendezői munkássága elismeréseként
- Takács Zsuzsa Babérkoszorú-díjas költő, műfordító, a költői hagyományok és a modernitás személyes intellektuális, magas szintű ötvözetének megteremtéséért
- Tolnai Ottó József Attila-díjas költő, író, műfordító az avantgárd hagyomány magas szintű megújításáért és a vajdasági magyar irodalom szervezésében vállalt szerepéért

### 2006
- Bangó Margit előadóművész, határainkon túl is méltán népszerű előadó-művészetéért, a cigányzene magas művészi színvonalú műveléséért
- Benkó Sándor Liszt Ferenc-díjas zenész, a klasszikus könnyűzene – különösen a dixieland – megismertetésében és művelésében végzett kiemelkedő és példamutató munkássága elismeréseként
- Boross Lajos előadóművész, prímás, a cigány előadó-művészet népszerűsítéséért, hét évtizedes fáradhatatlan prímási tevékenységéért és példamutató életútjáért
- Bozsik Yvette koreográfus, táncművész, a kortárs magyar táncművészet megújításában vállalt kimagasló, nemzetközileg is elismert táncművészi, koreográfusi és társulatszervezői munkájáért
- Csákányi Eszter, a Krétakör Színház Jászai Mari-díjas színművésze, rendkívül sokoldalú művészi tevékenysége, valamint az újító magyar színházi műhelyekben való alkotó részvétele elismeréseként
- Ferencz István Ybl Miklós-díjas építészmérnök, a Napúr Bt. vezető tervezője, ügyvezetője, a táj és az épített környezeti értékek iránti mély tisztelettel végzett példaadó építészeti, belsőépítészeti és oktatói munkásságáért
- Fischer Iván karmester, a Budapesti Fesztiválzenekar művészeti vezetője, nemzetközileg is nagyra becsült, kiváló karmesteri tevékenységéért és fáradhatatlan zenekarnevelő munkájáért, mellyel hozzájárul az egyetemes magyar kultúra fejlesztéséhez és népszerűsítéséhez
- Görgey Gábor József Attila-díjas író, jelentős irodalmi munkásságáért
- Herskó János Balázs Béla-díjas filmrendező, rendkívül sokoldalú, nemzetközileg is nagyra becsült művészetéért és filmpedagógiai munkásságáért
- Jancsó Miklós az egyetemes és a magyar filmművészet gazdagításában betöltött szerepéért
- Karátson Gábor Munkácsy Mihály-díjas festőművész, József Attila-díjas író, festői, irodalmi, műfordítói életművéért és oktatói tevékenységéért
- Kulka János, a Nemzeti Színház Jászai Mari-díjas színművésze, sokoldalú, minden helyzetben hiteles, a humanista értékrendet közvetítő művészetéért, méltán népszerű szerepformálásaiért
- Léner Péter Jászai Mari-díjas rendező, a budapesti József Attila Színház igazgatója, több mint négy évtizedes rendezői munkásságáért, a színházi hagyományok megőrzéséért, színházvezetői tevékenységéért, a művészeti közéletben játszott meghatározó szerepéért
- Lukáts Andor, a Katona József Színház Jászai Mari-díjas színművésze, rendező, sokoldalú művészi pályája, film- és színművészeti alkotásokban nyújtott kiváló alakításai elismeréseként
- Megyik János Munkácsy Mihály-díjas szobrászművész, a modern művészet kiemelkedő egyénisége, az alternatív művészet képviselője, akinek munkásságára jellemző a költői geometria és a formatervezés is
- Petrovics Emil Kossuth-díjas zeneszerző, a Bartók utáni magyar zene meghatározó alkotója, zeneszerző, muzsikus- és színészgenerációkat nevelő tanár, sokoldalú munkássága elismeréseként
- Solti Gizella Munkácsy Mihály-díjas textiltervező iparművész, művészetének gondolati tartalmáért, szakmai újításaiért, kifejezésmódjáért, kiemelkedő szakmai tudásáért
- Spiró György Babérkoszorú-díjas író, költő, irodalomtörténész, műfordító, sokoldalú irodalmi munkásságáért, különösen regényírói és a színháztörténetben új fejezetet nyitó drámaírói tevékenységéért
- Szőnyi Erzsébet Erkel Ferenc-díjas zeneszerző, fáradhatatlan zenepedagógusi munkásságáért, a magyar zenei kultúra gazdagítása és elismertetése érdekében folytatott tevékenységéért
- Sztevanovity Zorán Liszt Ferenc-díjas előadóművész, a magyar könnyűzenei életben több mint négy évtizeden át végzett művészi munkásságáért
- Tordai Zádor író, a filozófiai tudomány doktora, az MTA Filozófiai Intézete tudományos tanácsadója, nagy történeti értékkel bíró könyveiért, erdélyi eszmetörténeti tanulmányaiért
- Vágó Nelly Jászai Mari-díjas jelmeztervező művész, a Magyar Képzőművészeti Egyetem egyetemi tanára, több mint négy évtizedes kimagasló művészi munkásságáért, művészettörténeti és színháztörténeti szempontból egyaránt meghatározó, nemzetközileg is számon tartott tervezői tevékenységéért
- Zsótér Sándor Jászai Mari-díjas színművész, rendező, a kortárs magyar színházművészetben végzett iskolateremtő tevékenységéért, sajátos, átütő sikerű rendezéseiért, emlékezetes színházi alakításaiért

### 2005
- Bachman Zoltán Ybl Miklós-díjas építész, műemlékvédelmi szakmérnök, a Pécsi Tudományegyetem Pollack Mihály Műszaki Kar Építész Intézet igazgatója, egyetemi tanár Pécs/Sopianae ókeresztény örökségének új típusú építészeti védelme, bemutatása érdekében végzett kivételesen magas esztétikai igényű építészeti és oktatói munkássága, iskolateremtő tevékenysége elismeréseként
- Bodrogi Gyula, a Nemzeti Színház Jászai Mari-díjas színművésze, kiváló művész, a színházművészet minden műfajában otthonos, emberséges, sokszínű, meghatározó és jellegzetes színészetéért
- Buda Ferenc József Attila-díjas költő, műfordító, szerkesztő, a kecskeméti Forrás-szerkesztőség főmunkatársa gazdag lírai költészetéért, a népköltészet és a modern líra hagyományait ötvöző formai megoldásaiért, műfordítói tevékenységéért
- Déry Gabriella Liszt Ferenc-díjas operaénekes, kiváló művész, az Operaház örökös tagja, az elmúlt évtizedek legkiválóbb drámai szopránénekesnője, aki az operarepertoár összes jelentős főszerepében kimagasló teljesítményre volt képes
- Eörsi István József Attila-díjas költő, drámaíró, publicista, akinek írói munkásságát az 56-os forradalomnak nem az emléke, hanem a megélt tapasztalata határozza meg, szépírói munkásságát aktív közéleti és gazdag műfordítói tevékenysége egészíti ki
- Gálvölgyi János, a Madách Színház Jászai Mari-díjas színművésze, érdemes művész, humanista elkötelezettségű sokoldalú művészi munkásságáért, rendkívüli népszerűségnek örvendő színészetéért, emlékezetes alakításaiért
- Kemény Henrik bábművész, kiváló művész, a hazai vásári bábjáték legtisztább hagyományainak őrzése és terjesztése érdekében végzett tevékenységéért, hét évtizedes, országszerte ismert és elismert legendás művészetéért
- Kocsis Zoltán zongoraművész, kiváló művész, a Liszt Ferenc Zeneművészeti Egyetem docense, a Nemzeti Filharmonikus Zenekar zeneigazgatója a magyar zenei élet korszakos jelentőségű megújításáért, az előadó-művészet értékrendjének gyökeres megváltoztatásáért és mércéjének magasra emeléséért, megalkuvást nem ismerő nagyszerű karmesteri és zongoraművészi tevékenységéért
- Körmendi János Jászai Mari-díjas színművész, kiváló művész, közel hat évtizedes, sokoldalú, országhatárainkon túl is méltán nagyra becsült művészi munkásságáért, szókimondó és pózmentes alakításaiért;
- Lázár Antal Ybl Miklós-díjas építész, a Budapesti Műszaki és Gazdaságtudományi Egyetem Építészmérnöki Kar dékánja, tanszékvezető egyetemi tanár három és fél évtizedes sokoldalú építészeti, építőművészi alkotómunkásságáért, oktatói tevékenységéért
- Molnár Sándor Munkácsy Mihály-díjas festőművész, a Magyar Képzőművészeti Egyetem egyetemi tanára kimagasló színvonalú egyéni festészeti és festészetelméleti munkásságáért
- Pauer Gyula Munkácsy Mihály-díjas szobrászművész, díszlet- és jelmeztervező, a Magyar Képzőművészeti Egyetem és a Színház- és Filmművészeti Egyetem egyetemi tanára képző- és színházművészeti munkásságáért, konceptuális, valamint látványművészeti tevékenységéért
- Sándor Iván József Attila-díjas író elsősorban szépírói tevékenységéért, a közép-európai történelem, különösképpen a 20. századi magyar történelem sorsfordulatainak regénysorozatban való feldolgozásáért
- Szakcsi Lakatos Béla Liszt Ferenc-díjas zeneszerző, dzsesszzongoraművész, érdemes művész a dzsesszműfaj és annak mozgásterébe eső szellemiséget integráló törekvéséért, amelyet felső fokon interpretál a világ pódiumain
- Székely Magda József Attila-díjas költő, műfordító, a Belvárosi Könyvkiadó munkatársa több évtizedes, rendkívül magas szintű költői tevékenységéért, a Nyugat és az Újhold klasszikusnak tekinthető lírai hagyományainak elmélyült gondolati tartalmú, gazdag formakincsű folytatásáért
- Szomjas György Balázs Béla-díjas filmrendező, kiváló művész, következetes és folyamatos, magas művészi színvonalon elkészített hiánypótló, közönségsikert arató játékfilmjeiért, a művészeti közéletben betöltött tevékenységéért
- Valló Péter, a Radnóti Miklós Színház Jászai Mari-díjas rendezője, érdemes művész, tudatos kompozíciójú, erkölcsi tartalmat is tisztán megmutató rendezéseiért, nagy közönségsikert arató, kimagaslóan magas színvonalú művészetéért;
- Vitray Tamás újságíró, a Magyar Televízió örökös tagja, kiváló művész, kivételes minőséget képviselő, a magyar médiában egyedülálló, rendkívül sokoldalú, páratlan és műfajteremtő életművéért
- Závada Pál József Attila-díjas író, szociológus a magyar történelem állomásait bemutató, nagy sikerű szépírói, szociográfusi, szerkesztői tevékenysége elismeréseként

### 2004
- Amadinda Ütőegyüttes (Bojtos Károly, Holló Aurél, Rácz Zoltán, Váczi Zoltán)
- Balla Demeter, Balázs Béla-díjas fotóművész
- Bertók László Babérkoszorú-díjas és József Attila-díjas költő
- Bíró Miklós Balázs Béla-díjas operatőr, kiváló művész, a Színház- és Filmművészeti Egyetem egyetemi tanára
- Bogányi Gergely Liszt Ferenc-díjas zongoraművész
- Borvendég Béla Ybl Miklós-díjas építész, a Budapesti Műszaki és Gazdaságtudományi Egyetem címzetes egyetemi tanára
- Grunwalsky Ferenc Balázs Béla-díjas operatőr-rendező, érdemes művész
- Gyulai Líviusz animációsfilm-rendező, Munkácsy Mihály-díjas grafikusművész, érdemes művész
- Hencze Tamás grafikus, festőművész, érdemes művész
- Krasznahorkai László Babérkoszorú-díjas és József Attila-díjas író
- Lázár Kati Jászai Mari-díjas színművész, kiváló művész
- Lehoczky Zsuzsa, a Budapesti Operettszínház Jászai Mari-díjas színművésze, kiváló művész
- Moór Marianna, a Pesti Magyar Színház Jászai Mari-díjas színésze, kiváló művész
- Popova Aleszja, a Magyar Állami Operaház Harangozó Gyula-díjas balettművésze, magántáncos, érdemes művész
- Rost Andrea Liszt Ferenc-díjas operaénekes, érdemes művész
- Tőzsér Árpád, József Attila-díjas költő, műfordító, irodalomtudós, szerkesztő, érdemes művész

### 2003
- Bálint András színész
- Bodor Ádám író
- Cságoly Ferenc építészmérnök
- Hager Ritta textilművész
- Janikovszky Éva író
- Kállai Kiss Ernő klarinét- és tárogatóművész
- Kalmár Magda operaénekes
- Király Levente színész
- Ligeti György zeneszerző
- Marton László szobrász
- Marton László rendező, színigazgató
- Maurer Dóra festő, grafikus, filmkészítő
- Oravecz Imre költő, műfordító
- Presser Gábor zeneszerző, előadóművész, zenekarvezető
- Tarr Béla filmrendező
- Vajda János zeneszerző, karnagy

### 2002
- Bak Imre festő, főiskolai tanár
- Bara Margit színész
- Eötvös Péter zeneszerző, karmester
- Ferenczfy-Kovács Attila látványtervező, építész
- Galambos Erzsi színész
- El Kazovszkij festő, díszlet- és jelmeztervező
- Kerényi Imre rendező, színigazgató
- Marsall László költő, műfordító
- Méhes György író
- Pege Aladár jazz-zenész, gordonművész
- Taub János rendező
- Uhrik Teodóra táncművész, balettpedagógus
- Varga Domokos író, újságíró

### 2001
- Bánffy György színész
- Bari Károly költő, műfordító, grafikus
- Bella István költő, műfordító
- Bereményi Géza író, dramaturg, filmrendező
- Cseh Tamás előadóművész, énekes, zeneszerző
- Csikós Attila építész, díszlet- és jelmeztervező
- G. Dénes György dalszövegíró, műfordító (posztumusz)
- Erdélyi Zsuzsanna etnográfus, folklorista
- Eszenyi Enikő színész, rendező
- Halász Judit színész, énekes
- Jeney Zoltán zeneszerző
- Kampis Miklós építész
- Kovács János karmester
- Kő Pál szobrász
- Lükő Gábor néprajzkutató, szociálpszichológus
- Nádler István festő
- Szervátiusz Tibor szobrász
- Szilágyi István író
- Tóth János operatőr, rendező

### 2000
- Béres Ilona színművész
- Bitskey Tibor színművész
- Böszörményi Géza filmrendező
- Fehér László festőművész
- Gergely Ágnes író, költő, műfordító
- Görömbei András irodalomtörténész
- Gyarmathy Lívia filmrendező
- Harasztÿ István szobrász
- Illés-együttes (tagok: Bródy János, Illés Lajos, Pásztory Zoltán, Szörényi Levente, Szörényi Szabolcs)
- Kaláka (tagok: Becze Gábor, Gryllus Dániel, Gryllus Vilmos, Huzella Péter, Radványi Balázs)
- Keserü Ilona festő, grafikus
- Kocsár Miklós zeneszerző
- Nagy Gáspár költő
- ifj. Nagy Zoltán balettművész
- Reimholz Péter építészmérnök
- Szabó Dénes zenetanár, karnagy
- Szabó Gyula színész
- Volf Katalin balettművész

### 1999
- Baranyay András grafikus
- Budapest Bábszínház társulata (tagok: Erdős István, Koós Iván, Pataky Imre, Szakály Márta)
- Csukás István író, költő
- Dévényi Sándor építész
- Eperjes Károly színész
- Gregor József operaénekes
- Grendel Lajos író
- Hernádi Gyula író
- Kass János grafikus, szobrász
- Korniss Péter fotóművész
- Mészöly Dezső író, költő, műfordító
- Muzsikás együttes (tagok: Éri Péter, Hamar Dániel, Sipos Mihály)
- Nepp József animációsfilm-rendező
- Pataky Imre bábszínész
- Polgár Rózsa textilművész
- Sebestyén Márta előadóművész, népdalénekes
- Soproni József zeneszerző
- Törőcsik Mari színész
- Udvardi Erzsébet festő, grafikus

### 1998
- Darvas Iván színész
- Hágai Katalin balettművész
- Hofi Géza színész, humorista, előadóművész
- Iglódi István rendező, színész
- Konok Tamás festő
- Lakner László festő, grafikus
- Lászlóffy Aladár költő, író, műfordító
- Lendvay Kamilló zeneszerző
- Mádi Szabó Gábor színész
- Rákos Sándor költő, műfordító
- Sólyom-Nagy Sándor operaénekes
- Szakács Györgyi jelmeztervező
- Sztankay István színész
- Tandori Dezső író, költő, műfordító
- Vadász György építész
- Vásáry Tamás zongoraművész, karmester

### 1997
- Almási Éva színművésznő
- Bartók vonósnégyes (tagok: Hargitai Géza, Komlós Péter, Mező László, Németh Géza)
- Csernus Tibor festő, grafikus
- Csete György építész
- Gothár Péter filmrendező, díszlet- és jelmeztervező
- Jandó Jenő zongoraművész
- Jovánovics György szobrász
- Kelen Péter operaénekes
- Kertész Imre író, műfordító
- Koncz Gábor színész, rendező
- Marton Éva operaénekes
- Schäffer Judit jelmeztervező
- Somlyó György költő, író, műfordító
- Szakonyi Károly író
- Zenthe Ferenc színész

### 1996
- Bánsági Ildikó színész
- Csomós Mari színész
- Esterházy Péter író, publicista
- Finta József építészmérnök
- Jordán Tamás színész, rendező, színigazgató
- Kallós Zoltán népzenegyűjtő, folklorista
- Király József belsőépítész
- Kozák András színész
- Kurtág György zeneszerző
- Lázár Ervin író
- Lukács Ervin karmester
- Madaras József színész, rendező
- Petri György költő, műfordító
- Ráday Mihály operatőr, rendező
- Schiff András zongoraművész
- Szántó Tibor könyvtervező, tipográfus, grafikus

### 1995
- Babarczy László rendező
- Békés András rendező
- Foltin Jolán koreográfus, táncművész
- Gross Arnold festő, grafikus
- Jancsó Adrienne előadóművész
- Lakatos István író, költő, műfordító
- Lator László költő, műfordító, esszéíró
- Molnár Piroska színész
- Schéner Mihály festő, grafikus
- Sinkó László színész
- Török Ferenc építész

### 1994
- Andorai Péter színész
- Bán Ferenc építész
- Dobos László író
- Faludy György író, költő, műfordító
- Gergely Ferenc orgonaművész, organológus, kántor
- Gyurkovics Tibor író, költő, publicista
- Hubay Miklós író, műfordító
- Jókai Anna író
- Kende János operatőr
- Lossonczy Tamás festő
- Molnár András operaénekes
- Pártay Lilla balettművész, koreográfus
- Sík Ferenc rendező
- Sváby Lajos festő
- Tábori Nóra színész

### 1993
- Antal Károly szobrászművész
- Bartha László festő, grafikus
- Básti Juli színész
- Cserny József ipari formatervező
- Deim Pál festő, grafikus, szobrász
- Jurcsik Károly építészmérnök
- Kányádi Sándor író, költő, műfordító
- Novák Ferenc koreográfus
- Onczay Csaba gordonkaművész
- Páskándi Géza író, költő
- Reisenbüchler Sándor animációfilm-rendező
- Ruszt József rendező
- Sándor Judit operaénekes

### 1992
- Ágh István író, költő, műfordító
- Ascher Tamás színész, rendező
- Bencsik István szobrász
- Fodor András író, költő, műfordító
- Horváth József színész
- Kerényi József Péter építészmérnök, díszlettervező
- Kováts Kolos operaénekes
- Nádas Péter író
- Orbán Ottó költő, író, műfordító
- Pesovár Ernő táncfolklorista, koreográfus
- Raksányi Gellért színész
- Sütő András író
- Szalay Lajos grafikus
- Szőts István filmrendező
- Zádor Anna művészettörténész

### 1991
- Farkas Ferenc zeneszerző
- Gaál István filmrendező
- Határ Győző író, költő, műfordító, építész, filozófus
- Ragályi Elemér operatőr
- Schrammel Imre keramikus
- Szabó Miklós karnagy
- Szabó Sándor színész
- Szakály György balettművész
- Szilágyi János György történész, művészettörténész
- Takáts Gyula író, költő, műfordító
- Tatay Sándor író
- Tordy Géza színész, rendező
- Zalaváry Lajos építészmérnök

### 1990
- Bozay Attila zeneszerző
- Cserhalmi György színész
- Csoóri Sándor író, költő
- Dohnányi Ernő zeneszerző, karmester (posztumusz)
- Eckhardt Sándor nyelvész, irodalomtörténész (posztumusz)
- Gyarmathy Tihamér festő, grafikus
- Hajnóczi Gyula építészmérnök, régész
- Hamvas Béla filozófus, író, műfordító (posztumusz)
- Huszárik Zoltán filmrendező, grafikus (posztumusz)
- Jékely Zoltán költő, műfordító (posztumusz)
- Keveházi Gábor balettművész, koreográfus
- Kodolányi János író (posztumusz)
- Kondor Béla festő, grafikus (posztumusz)
- Konrád György író, szociológus, kiadói szerkesztő
- Latinovits Zoltán színész (posztumusz)
- Laziczius Gyula nyelvész, irodalomtörténész (posztumusz)
- Makovecz Imre építész, belsőépítész
- Márai Sándor író, költő (posztumusz)
- Mészáros Márta filmrendező
- Mészöly Miklós író
- Molnár István koreográfus, táncművész, néptánckutató (posztumusz)
- Őze Lajos színész (posztumusz)
- Polgár László operaénekes
- Rajeczky Benjamin népzenekutató, zenetörténész, zenepedagógus (posztumusz)
- Sinka István költő, író (posztumusz)
- Cs. Szabó László író (posztumusz)
- Tóth Menyhért festő (posztumusz)
- Udvaros Dorottya színész

### 1988
- Farkasdy Zoltán építész
- Garas Dezső színész
- Kovács Béla klarinétművész
- Mándy Iván író
- Melocco Miklós szobrász
- Székely Gábor rendező
- Szentkuthy Miklós író, műfordító, pedagógus
- Szirtes Ádám színész
- Szvetnik Joachim ötvös, restaurátor
- Zsámbéki Gábor rendező, színigazgató

### 1985
- Agárdy Gábor színművész
- Bacsó Péter filmrendező
- Bálint Endre festő, grafikus
- Barcsay Jenő festő, grafikus
- Csorba Győző költő, műfordító
- Faragó András operaénekes
- Haumann Péter színész
- Koltai Lajos operatőr
- Kurucz D. István festő
- Máthé Erzsi színész
- Ottlik Géza író, műfordító
- Pongor Ildikó balettművész
- Rolla János karmester, hegedűművész
- Száraz György író
- Szemes Mari színész
- Szőllősy András zeneszerző, zenetörténész
- Tokody Ilona operaénekes
- Vas István író, költő, műfordító

### 1983
- Balassa Sándor zeneszerző
- Kokas Ignác festő
- Markó Iván balettművész, koreográfus
- Márkus László színész
- Moldova György író
- Nemes Nagy Ágnes költő, esszéíró, műfordító
- Szántó Piroska festő, író

### 1980
- Gyurkó László író, publicista
- Hornicsek László belsőépítész, formatervező
- Kincses Veronika operaénekes
- Kolozsvári Grandpierre Emil író, kritikus, műfordító
- Mensáros László színész
- Miller Lajos operaénekes
- Perényi Miklós gordonkaművész
- Pilinszky János költő
- Seregi László táncművész, koreográfus
- Szilágyi Dezső bábművész, színigazgató
- Vilt Tibor szobrász

### 1978
- Darvas Iván színész
- Dózsa Imre balettművész
- Durkó Zsolt zeneszerző
- Eck Imre koreográfus, díszlettervező, festő
- Feledy Gyula festő, grafikus
- Galgóczi Erzsébet író, politikus
- Gáll István író
- Huszti Péter színész, rendező
- Jankovics Marcell rajzfilmrendező, kultúrtörténész, illusztrátor
- Kántor Sándor fazekas népművész
- Kocsis Zoltán zongoraművész, karmester
- Makrisz Agamemnon szobrász
- Ránki Dezső zongoraművész
- Sára Sándor operatőr, filmrendező
- Szabó Magda író
- Vészi Endre író, költő
- Vígh Tamás szobrász, éremművész

### 1975
- Avar István színész
- Csanádi Imre író, költő
- Cseres Tibor író, újságíró
- Erdélyi Miklós karmester
- Fejes Endre író
- Feleki Sári színész
- Gádor István keramikus
- Kadosa Pál zeneszerző, zongoraművész
- Kis József filmrendező
- Kiss Nagy András szobrász, éremművész
- Mikó András operarendező
- Radnai György operaénekes
- Raszler Károly grafikus
- Sárai Tibor zeneszerző
- Szabó István filmrendező
- Váradi Hédi színművész

### 1973
- Bortnyik Sándor festő, grafikus, tervezőgrafikus
- Horváth Teri színész
- Illés György operatőr
- Jancsó Miklós filmrendező
- Juhász Ferenc költő, lapszerkesztő
- Kállai Ferenc színész
- Komlóssy Erzsébet operaénekes
- Kurtág György zeneszerző
- Lehel György karmester
- Lukács Miklós karmester
- Makk Károly filmrendező
- Martyn Ferenc festő, grafikus
- Olsavszky Éva színész
- Örkény István író
- Sánta Ferenc író
- Törőcsik Mari színművész
- Varga Imre szobrász
- Zsurzs Éva filmrendező

### 1970
- Bartók vonósnégyes (tagok: Botvay Károly, Devich Sándor, Komlós Péter, Németh Géza)
- Fábri Zoltán filmrendező, színész
- Fónyi Géza festő
- Házy Erzsébet operaénekes
- Illyés Gyula író, költő
- Kálmán György színész
- Kiss István szobrász, politikus
- Komlós Péter hegedűművész, hangversenymester
- Kórodi András karmester
- Kovács András filmrendező
- Marton Endre rendező
- Pándi Pál irodalomtörténész, kritikus
- Szécsényi Ferenc operatőr
- Szinetár Miklós rendező, színigazgató
- Vámos László rendező
- Weöres Sándor költő, műfordító

### 1966
- Goda Gábor író
- Kohán György festő
- Nagy László költő, műfordító
- Petrovics Emil zeneszerző
- Psota Irén színész
- Sinkovits Imre színész
- Szokolay Sándor zeneszerző
- Ujfalussy József zeneesztéta

### 1965
- Ádám Ottó rendező, színházigazgató
- Ferenczy Béni szobrász
- Fischer Annie zongoraművész
- Garai Gábor költő, műfordító, kritikus
- Havas Ferenc balettművész
- Ilosfalvy Róbert operaénekes
- Kassák Lajos író, költő, festő, lapszerkesztő
- Kazimir Károly rendező
- Keres Emil színész, színigazgató
- Lukács Pál brácsaművész
- Nádasdy Kálmán operarendező, zeneszerző
- Orosz Adél balettművész
- Páger Antal színész
- Pátzay Pál szobrász, éremművész
- Róna Viktor balettművész
- Szabolcsi Bence zenetörténész
- Váci Mihály költő, politikus

### 1964
- Lyka Károly művészettörténész

### 1963
- Balogh János zoológus, ökológus
- Benedek Marcell író, irodalomtörténész, műfordító
- Császár Ákos matematikus
- Gagyi-Pálffy András bányamérnök
- Garai József vájár, frontmester
- Gorka Géza keramikus
- Illés Endre író, kritikus, műfordító, könyvkiadó
- Jámbor László operaénekes
- Jeney Endre orvos, patológus, higiénikus
- Kassai Ilona színész
- Kiss István kémikus
- Komor Vilmos karmester
- Korbuly János gépészmérnök
- Kovács Dénes hegedűművész
- Lázár Barnabás tanár, iskolaigazgató
- Lengyel József író, költő
- Lukács Margit színész
- Mészáros István állatorvos
- Mika József kohómérnök
- Molnár Erik történész, politikus
- Náray Zsolt villamosmérnök, fizikus
- Pusztai Ferenc gépészmérnök, a giroteodolit fejlesztéséért.
- Radó Sándor geográfus
- Reich Károly grafikus
- Rhorer Emil gépészmérnök
- Rubik Ernő gépész- és repülőmérnök
- Szabó János agrármérnök
- Szendrői Jenő építészmérnök
- Szendy Károly gépészmérnök, energetikus
- Szentgyörgyvári Lajos agrármérnök, tanár
- Vágó György vegyészmérnök
- Vaszil László mezőgazdász
- Wix György orvos, mikrobiológus

### 1962
- Alföldy Zoltán orvos, mikrobiológus
- Almássy György villamosmérnök
- Balázs Józsefné Stelczer Erzsébet fonónő
- Barsy Sarolta növénynemesítő
- Bognár Rezső kémikus
- Czibere Tibor gépészmérnök, politikus
- Cseke István művezető, brigádvezető
- Domokos István[18] vájár, brigádvezető
- Erdei Ferenc agrárközgazdász, szociológus, politikus
- Fülöp Viktor balettművész, koreográfus
- György Júlia neurológus, gyermekpszichiáter
- Hajós György matematikus
- Hidas Antal író, műfordító
- Julesz Miklós orvos, belgyógyász
- Kun Zsuzsa balettművész
- Lehr Ferenc gépészmérnök
- Melis György operaénekes
- Mesterházi Lajos író
- Mészáros Pál jogász, vasúti üzemszervező
- Ormos Imre mezőgazdász
- Pál Lénárd fizikus
- Palotás László építészmérnök
- Sebestyén Gyula gazdasági vezető
- Szántai István tanár
- Tarján Ferenc gépészmérnök
- Tettamanti A. Károly kémikus
- Tóth András traktoros
- Ursitz József bányamérnök
- Vámos Ferenc agronómus
- Vas István író, költő, műfordító
- Walter Imre gazdasági vezető

### 1961
- Almássy Károly agrármérnök, pedagógus
- Bakonyi József kertészmérnök
- Berend T. Iván gazdaságtörténész
- Donhoffer Szilárd orvos
- Fejes Sándor kertészmérnök
- Ferencsik János karmester
- Gál István bányamérnök, közgazdász, vezérigazgató
- Gerlei Ferenc orvos, patológus, könyvtáros
- Haraszti István gépészmérnök
- Holló László festő, grafikus
- Lengyel Lajos grafikus, könyvművész
- Litwin József lakatos
- Manninger Rezső állatorvos
- Marót Károly klasszika-filológus
- Mezey Barna vegyészmérnök
- Oláh János gazdasági vezető
- Polinszky Károly vegyészmérnök
- Ránki György történész
- Sárdy Lóránt gyógyszervegyész
- Sövegjártó János vegyészmérnök
- Szita Flórián népművelő
- Tandori Károly matematikus
- Tarján Imre biofizikus
- Tőke János gazdasági vezető
- Zsidai János vájár

### 1960
- Albert János vegyészmérnök
- Almási István vájár
- Báldy Bálint állattenyésztő
- Bártfai Sándor gazdasági vezető
- Beke Ödön nyelvész
- Bezzegh László erdőmérnök
- Buti Sándor tanár, iskolaigazgató
- Darvas József író, politikus
- Erdélyi Elek geodéta
- Huszák István orvos, neurológus
- Kárpáti Aurél író, kritikus
- Knoll István gépészmérnök
- Kutasy Lajos mérnök
- Méhes János kombájnos, szerelő
- Ruttkai Éva színész
- Schinagl Ferenc optikai műszertervező
- Szabó P. Imre földműves, gazdasági vezető
- Vedres Márk szobrász
- Weiner Leó zeneszerző

### 1959
- Beke Ferenc agrármérnök
- Bodó Elemér vájár, szakvezető aknász
- Bodó Zalán fizikus
- Buzási János bányamérnök
- Cholnoky László kémikus
- Dobozy Imre író, újságíró
- Farkas József gazdasági vezető
- Freud Géza matematikus
- Halmágyi Tibor villamosmérnök
- Hatvany Lajos irodalomtörténész, író, kritikus
- Hevesi Gyula vegyészmérnök, közgazdász, politikus
- Hofgard Károly villamosmérnök
- Ignácz Pál villamosmérnök
- Kiss László tanár
- Kocsis Pál ampelológus, növénynemesítő
- Körner József építészmérnök
- Lakatos Albert gyárigazgató
- Olcsai-Kiss Zoltán szobrász, éremművész
- Seidner Mihály gépész- és villamosmérnök
- Somogyi Erzsi színész
- Sós József orvos, fiziológus
- Szabó István szobrász
- Szende Béla gépész- és villamosmérnök (posztumusz)
- Szép Iván kémikus
- Szigeti György gépészmérnök
- Takács Antal olvasztár
- Tófalvi Gyula villamosmérnök

### 1958
- Arany Sándor vegyészmérnök, talajvegyész
- Bayer István pedagógus, tankönyvszerző
- Benedikt Ottó villamosmérnök
- Bojtor Miklós agrármérnök
- Bors Károly tervezőmérnök
- Erdey László kémikus
- Erdős Pál matematikus
- id. Greguss Pál növényanatómus, paleobotanikus
- Gyurkó István vájár
- Hidasi István bányamérnök
- Hincz Gyula festő, grafikus
- Kacsó Sándor agronómus
- Kollányi Ágoston filmrendező
- Korach Mór vegyészmérnök
- Medgyaszay Vilma színész
- Medve Ferenc előhengerész
- Molnár Béla orvos, sebész
- Nádasi Ferenc balettművész
- Pánczél Sándor vegyipari szakmunkás
- Rajz János színész
- Straub F. Brunó biokémikus
- Szabó István mezőgazdász, gazdasági vezető
- Tátrai-vonósnégyes (tagok: Banda Ede, Iványi József, Szűcs Mihály, Tátrai Vilmos)
- Tömörkényi László mérnök
- Turóczi-Trostler József irodalomtörténész
- Vásárhelyi Boldizsár mérnök
- Verő József kohómérnök

### 1957
- Ádám Jenő zeneszerző, karmester
- Ballenegger Róbert talajvegyész, agrogeológus
- Barta István villamosmérnök
- Barta József építészmérnök
- Borsos Miklós szobrász, éremművész, grafikus
- Cholnoky Tibor mérnök
- Dávid Gyula zeneszerző
- Dubniczky Mihály olvasztár
- Dudich Endre zoológus, entomológus
- Egyed László geofizikus
- Fejes Tóth László matematikus
- Fodor József író, költő, műfordító, újságíró
- Fülep Lajos művészettörténész, művészetfilozófus, református lelkész
- Gertler Viktor filmrendező
- Gillemot László gépészmérnök, anyagtudós
- Gnädig Béla építész- és építőmérnök
- Gömöri Pál orvos, belgyógyász
- Haynal Imre orvos, belgyógyász
- Heltai Jenő író, költő
- Horváth István gépészmérnök
- Horváth Sándor vájár
- Kertész István kovács
- Kiss Manyi színész
- Kodály Zoltán zeneszerző, népzenekutató
- Kolbai Károly agrármérnök
- Kovács László vájár
- Lakatos Gabriella balettművész
- Maleczky Oszkár operaénekes
- Mándi Andor gépészmérnök
- Maróti Lajos gépészmérnök
- Marton Endre rendező
- Marton Géza jogtudós
- Medgyessy Ferenc szobrász
- Mike István földműves, gazdasági vezető
- Molnár Antal zeneszerző, zeneesztéta
- Nagy Endre villamosmérnök
- Németh László író
- Pattantyús brigád [Győri Vagon- és Gépgyár] (tagok: Bors János, Maróti Lajos megosztva, illetve Kapuváry Jenő, Pécsi Sándor és Rátz Sándor megosztva)
- Potzner Frigyes tengerészkapitány
- Rigler János textilmunkás
- Somló István színész, színigazgató
- Sulyok Mária színész
- Surányi János mezőgazdász
- Szabó Lőrinc költő, műfordító
- Szabó Zoltán Gábor kémikus
- Szemere Gyula nyelvész
- Szentiványi Lajos festő
- Tangl Harald állatorvos, fiziológus
- Thoma József építőmérnök
- Timár József színész
- Tiszay Magda operaénekes
- Vajta László vegyészmérnök
- Vámos György gépészmérnök
- Vankó Richárd gépészmérnök
- Went István orvos, fiziológus
- Zimmermann Ágoston állatorvos, anatómus

### 1956
- Ascher Oszkár előadóművész, színházigazgató
- Barta Lajos író
- Bencze Miklós vájár
- Bognár Géza villamosmérnök, politikus
- Boromisza Gyula gépészmérnök
- Bulla Elma színész
- Csanádi György vasútépítő mérnök, politikus
- Dabis László orvos, higiénikus
- Darvas József író, politikus
- Domanovszky Endre festő
- Domján József grafikus
- Egerszegi Sándor agrokémikus
- Erdey-Grúz Tibor fizikus, kémikus, politikus
- Ernst Jenő orvos, biofizikus
- Fekete Lajos történész, turkológus
- Fonó Albert gépészmérnök
- Gallai Tibor matematikus
- Gergely Sándor író
- Gond Ferenc gépészmérnök
- Gorup Ferenc gépészmérnök
- Harangozó Gyula balettművész, koreográfus
- Harrer Antal vasbetonszerelő
- Heinrich Kálmán gépészmérnök
- Hernádi Lajos zongoraművész
- Horváth László gépészmérnök, közgazdász
- Husztics Lajos vájár
- Jankovich Ferenc író, költő
- Jordán Károly matematikus
- Kaesz Gyula bútortervező, iparművész
- Kálmán György bányamérnök
- Kardos Tibor irodalomtörténész, filológus
- Kazinczi László vájár
- Kőhalmi Béla könyvtártudományi szakíró
- Lipták János mérnök
- Losonczi Pál földműves, gazdasági vezető, politikus
- Losonczy György operaénekes
- Macsali Sándor kőműves, brigádvezető
- Makoldi Mihályné Lissák Katalin tanár
- Máriássy Félix filmrendező
- Mátrai Gyula építészmérnök
- Mészáros István filozófus, esztéta (külföldre távozása után megvonták)
- Mészöly Gyula biológus, növénynemesítő
- Molnár Tibor színész
- Nagyajtay Teréz iparművész, jelmeztervező
- Ninausz István gépészmérnök
- Orosz Júlia operaénekes
- Oswald Lóránt vegyészmérnök
- Pál József szerszámlakatos, feltaláló
- Pálkúti Keresztély gépállomás-igazgató
- Rajkai Pál malomépítész
- Ranódy László filmrendező
- Rusznyák István orvos, belgyógyász
- Schay Géza kémikus
- Schmidt Eligius Róbert bányamérnök, geológus
- Somos András kertészmérnök
- Szabó Imre jogtudós
- Szakál Pál vegyészmérnök
- Szentmártony Aladár villamosmérnök
- Szigeth László gépészmérnök
- Takács Paula operaénekes
- Tompa Sándor színész
- Tóth László mezőgazdász
- Tury Pál gépészmérnök
- Tyczynski Zsigmond villamosmérnök
- Varga Mátyás festő, díszlettervező
- Várkonyi Zoltán színész, rendező
- Vargha László kémikus
- Viski János zeneszerző
- Willoner Gedeon villamosmérnök
- Zilahi Márton gépészmérnök
- Zorkóczy Béla gépészmérnök
- Zsigmond András gépészmérnök

### 1955
- Ambró Ilona tanító
- Baló József orvos, patológus
- Banga Ilona biokémikus
- Bárdos Lajos zeneszerző, karmester
- Básti Lajos színész
- Benczik Sándor törzsállattenyésztő
- Bessenyei Ferenc színész
- Bölöni György író, publicista
- Bruckner Győző kémikus, gyógyszervegyész
- Budavári Károly vájár
- Cseperkálovics Antal kohómérnök
- Dallos András fizikus
- Dénes Péter mérnök
- Ecker Ferenc mérnök
- Eiben István operatőr, rendező
- Fábri Zoltán filmrendező, színész
- Fernbach Antal traktoros
- Fischer Annie zongoraművész
- Fried Henrik tervezőmérnök
- Gádor István keramikus
- Geleji Sándor kohómérnök
- Gyárfás József mezőgazdász
- Hanzó Lajos nevelés- és agrártörténész
- Hazay István geodéta
- Herke Sándor talajvegyész
- Hetényi Géza orvos, belgyógyász
- Horváth János klasszika-filológus
- Illés Béla író
- Jancsó Miklós orvos, belgyógyász, farmakológus
- Kadocsa Gyula entomológus
- Kapoli Antal juhász, faragó népművész
- Karinthy Ferenc író
- Kerekes András gazdasági vezető, tsz-elnök
- Kerényi Jenő szobrász
- Kiss Árpád kémikus
- Klaniczay Tibor irodalomtörténész
- Kolláth László népművelő
- Korányi Imre statikus, építőmérnök
- Kovács Endre történész, irodalomtörténész
- Kováts Ferenc ifj. orvos, tüdőgyógyász
- Kőnig Rezső farmakológus, kémikus
- Labanc Mihály kőműves, brigádvezető
- Lengyel Béla kémikus
- Ludmann László gépészmérnök
- Lukács György esztéta, filozófus
- Major Tamás színész, rendező, színigazgató, politikus
- Marx György fizikus
- Máthé Imre botanikus
- Matolcsy Kálmán vegyészmérnök
- Melczer Miklós orvos, bőrgyógyász
- Mihály András zeneszerző, karmester, operaigazgató
- Miskolczy László építészmérnök
- Mondl Ferenc elektromérnök
- Olthy Magda színész
- Örösi Pál Zoltán biológus, méhész
- Paxián János gépésztechnikus
- Pigler Andor művészettörténész
- Rédei László matematikus
- Rimanóczy Gyula építész
- Róth Gyula erdőmérnök
- Rősler Endre operaénekes
- Rufli Lajos vájár
- Sályi Gyula állatorvos
- Sarkadi Imre író
- Sávoly Pál hídépítő mérnök
- Simon István költő
- Solti Bertalan színész
- Szegő Miklós vegyészmérnök
- Szervánszky Endre zeneszerző
- Szőke Gyula gépészmérnök
- Szőllősi László brigádvezető, állattenyésztő
- Tháli Sándor papírmérnök, gazdasági vezető
- Török Gábor kémikus, élelmiszervegyész
- Uray Tivadar színész
- Vecsei Géza villamosmérnök
- Veress Zoltán vegyészmérnök
- Zathureczky Ede hegedűművész
- Zólyomi Bálint botanikus, muzeológus
- Zsebők Zoltán orvos, radiológus

### 1954
- Ács Ernő fizikus
- Ajtay Andor színész
- Albrecht József vájár, robbantómester
- Andrikó István állattenyésztő
- Apáthi Imre színész, rendező
- Balla János gazdasági vezető
- Balogh József tanár
- Bán Frigyes filmrendező
- Barabás Tibor író
- Báthy Anna operaénekes
- Barcsay Jenő festő, grafikus
- Békésy Miklós mezőgazdász
- Benitz Zsigmond gépállomás-igazgató
- Bonkáló Tamás gépészmérnök
- Bordás András esztergályos
- Buzágh Aladár kémikus
- Csatkai Endre művészettörténész, muzeológus
- Csonka Pál építészmérnök
- Csukás Zoltán mezőgazdász, állatorvos
- Dávid Károly ifj. építészmérnök
- Dercsényi Dezső művészettörténész
- Dienes Endre orvos
- Dombai Tibor geofizikus
- Erős Imre építészmérnök
- Érsek Gyula hengerész
- Fodor Gábor Béla kémikus
- Földes Pál textilmérnök
- Gerevich László művészettörténész, régész, muzeológus
- Gilyén Jenő építészmérnök
- Gózon Gyula színész
- Gyükér Barnabás főgépész
- Hammer Jakab kőműves
- Hodek József gazdasági vezető
- Járdányi Pál zeneszerző, népzenekutató
- Jónás Lajos tanító
- Keleti Márton filmrendező
- Kemenesy Ernő agrármérnök
- Kiss Árpád mérnök, politikus
- Kiss István fejőgulyás
- Koltay György erdész
- Kovács László pedagógus, népművelő
- Kovácsházy Ernő gépészmérnök
- Kreybig Lajos agrokémikus
- Kuczka Péter költő, műfordító
- Kund Ede gépészmérnök
- Lipták Pál könyvtáros, festő, grafikus
- Liska József villamosmérnök
- Lissák Kálmán orvos, fiziológus
- Liszony Béla gyártmányszerkesztő
- Littmann Imre orvos, sebész
- Makláry Zoltán színész
- Manninger Gusztáv Adolf mezőgazdász
- Maucha Rezső kémikus, hidrobiológus
- Megyeri Endréné Kosáry Julianna védőnő
- Mészáros Ági színész
- Mészáros József vájár
- Millner Tivadar vegyészmérnök
- Molnár Béla gyógyszervegyész
- Nádasdy Kálmán operarendező, zeneszerző
- Nemes Dezső történész, politikus
- Oberrecht Béla gyógyszerész
- Oláh Gusztáv rendező, díszlettervező
- Péteri József vegyészmérnök
- Pillich Lajos vegyészmérnök
- Porubszky Lajos esztergályos
- Pósa Jenő mérnök
- Ránki György zeneszerző
- Regősi Ádám bányászati üzemvezető
- Renner János geofizikus
- Rényi Alfréd matematikus
- Rideg Sándor író
- Rubányi Pál orvos, sebész
- Rudnai József mérnök
- Rusznák István kémikus
- Sárközy György mérnök
- Schandl József agrármérnök
- Sebestyén János villamosmérnök, politikus
- Kurt Sedlmayr növénynemesítő
- Somogyi József szobrász
- Soó Rezső botanikus
- Sőtér István író, irodalomtörténész
- Sugár Rezső zeneszerző, tanár
- Szabó Ferenc zeneszerző
- Szabó Pál író
- Szabó Samu színész
- Szentpéteri László gépészmérnök
- Tamási Áron író
- Tengely István előhengerész
- Török Erzsi népdal- és dalénekes
- Vad Imre műhelyvezető
- Vajta Miklós villamosmérnök
- Vass László bányamérnök
- Vermes Miklós fizikus, pedagógus
- Weichinger Károly építész
- Wilhelmb Tibor kohómérnök
- Zelk Zoltán költő
- Zsédely József szabó

### 1953
- Ábrahám Ambrus Andor zoológus
- Balla Imre gazdasági vezető
- Bárczi Gusztáv orvos, gyógypedagógus
- Barsy Béla színész
- Bessenyei Ferenc színész
- Bihari József színész
- Bonta József építőmérnök
- Borbély Mihály textilmérnök
- Budincsevits Andor kémikus
- Bunda János ács
- Buti Gyula kőműves
- Csicsátka Antal villamos- és postamérnök
- Csűrös Zoltán vegyészmérnök
- Demeter László vegyészmérnök
- Devecseri Gábor költő, műfordító
- Dischka Győző gépészmérnök
- Domanovszky Endre festő
- Egerváry Jenő matematikus
- Elekes Ferenc vájár
- Elekes Lajos történész
- Erntl Róbert mérnök
- Fábri Zoltán filmrendező, színész
- Facsinay László geofizikus
- Feleki Kamill színész
- Fodor János operaénekes
- Fodróczi Lajos földműves, gazdasági vezető
- Fogarasi János kohómérnök
- Fuchs László matematikus
- Gábor Andor író, újságíró (posztumusz)
- Gábor Miklós színész, író
- Gegesi Kiss Pál orvos, gyermekgyógyász
- Gellért Endre rendező
- Gnädig Miklós építészmérnök
- Gyulai Zoltán fizikus
- Halász András bányamérnök
- Honthy Hanna színész, operetténekes
- Horvai István rendező, színigazgató
- Huszka Ernőné-Fábián Ilona tanár
- Illyés Gyula író, költő
- Imre István festő, grafikus
- Jantsky Béla geológus
- Jenei Lajos olvasztár
- Kardos László irodalomtörténész, kritikus, műfordító
- Keilwert Vilmos gépészmérnök
- Keleti Márton filmrendező
- Kenessey Jenő zeneszerző, karmester
- Kertai György geológus
- Király István irodalomtörténész
- Kisfaludi Strobl Zsigmond szobrász
- Kis Nagy József bányamérnök
- Kniezsa István nyelvész, szlavista
- Koch Sándor mineralógus
- Kocsis András szobrász
- Kollonits János kémikus
- Kompolthy Tivadar kémikus
- Kónya Lajos költő, író
- Kovács Károly Pál villamosmérnök
- Kováts Nóra balettművész
- Kulin László orvos, gyermekgyógyász
- Lipovetz Iván kohómérnök
- Lőrinczy Endre mérnök
- Lux László építészmérnök
- Machovits István darutervező mérnök
- Mátyás Mária operaénekes
- Mayer Károly égető
- Méray Tibor író, újságíró
- Müller Sándor kémikus
- Nagy József vegyészmérnök
- Novobátzky Károly fizikus
- Oszlaczky Szilárd geofizikus
- Pap Gábor gépészmérnök
- Papp Tibor hídépítő mérnök
- Pécsi Sándor színész
- Pintér János Ede vegyészmérnök
- Proszt János kémikus
- Rab István balettművész
- Rabó Gyula vegyészmérnök
- Ratkovszky Ferenc gépészmérnök
- Rauss Károly mikrobiológus
- Regőczi Emil geodéta
- Ribánszky Miklós mezőgazdász
- Riesz Frigyes matematikus
- Romwalter Alfréd kémikus
- Sályi István gépészmérnök
- Sándor Kálmán író, újságíró
- Simándy József operaénekes
- Somogyi Erzsi színész
- Strausz László geológus
- Süveges Dániel traktoros
- Szabó Etelka védőnő
- Székely Mihály operaénekes
- Szentgyörgyi Kornél festő, rajztanár
- Szladits Károly jogtudós
- Szőkefalvi-Nagy Béla matematikus
- Szodorai István esztergályos
- Szűcs László fúrómester
- Tajkov András vájár
- Tarján Gusztáv bányamérnök
- Tomor János geológus
- Török Tibor kémikus
- Ungvári Lajos szobrász
- Ungváry László színész
- Urbanek János gépészmérnök
- Várkonyi Zoltán színész, rendező
- Verebélÿ László villamosmérnök
- Vlaszaty Ádámné tanár
- Winter Ernő elektrofizikus
- Zalay Ernő pedagógus, tanfelügyelő
- Zambó János bányamérnök

### 1952
- Ács Ernő fizikus
- Bán Frigyes filmrendező
- Bárczi Géza nyelvész
- Bartos Gyula színész
- Bencze László festő, grafikus
- Benedek Jenő id. festőművész
- Benjámin László író, költő, politikus
- Bereznai Oszkár gépészmérnök
- Bochner Endre Lajos villamosmérnök
- Bódi Béla előhengerész
- Csáki-Maronyák József festőművész
- Csenki Imre karnagy, zeneszerző, népzenekutató
- Csepreghy Győző textilmérnök
- Csók István festő
- Danis Imréné pedagógus
- Dayka Margit színész
- Deák János esztergályos
- Domonkos Endre gépészmérnök
- Esztó Péter bányamérnök
- Farkasdi Zoltán építész
- Fogarasi Béla filozófus
- Forgó László gépészmérnök
- Földi Zoltán vegyészmérnök
- Gál Endre mérnök
- Gazda Géza mérnök, politikus
- Gerber Károly mérnök
- Gerlóczi Lajosné tanító
- Glatz Oszkár festő
- Homoki Nagy István filmrendező, operatőr
- Horváth János mozdonyfűtő
- Hosnyánszky János földműves, gazdasági vezető
- Issekutz Béla farmakológus, gyógyszervegyész
- Ivánovics György mikrobiológus, bakteriológus
- Jávorka Sándor flórakutató, geobotanikus
- Kádár György festő, grafikus
- Kalmár László filmrendező
- Kántás Károly geofizikus, geológus
- Kapus Gyula orvos, gyermekgyógyász
- Kiss Ferenc orvos, anatómus
- Kodály Zoltán zeneszerző, népzenekutató
- Konecsni György festő, grafikus
- Kovács Dezsőné tanár
- Ladányi Ferenc színész
- László Antal vegyészmérnök
- Loy Árpád frontmester, vájár
- Lőcsei János mozdonyvezető
- Lukács József villamosmérnök
- Lyka Károly művészettörténész
- Magyar Ilona tanító
- Márk Tivadar iparművész, jelmeztervező
- Mikus Sándor szobrász, éremművész
- Mislóczky Mátyás olvasztár
- Mócsy János állatorvos
- Mokk László építészmérnök
- Mosonyi Emil vízépítő mérnök
- Muttnyánszky Ádám gépészmérnök
- Nagy Dénes orvos, sebész, anatómus
- Nagy Ferenc kémikus
- Nagy Gábor vegyészmérnök (1953-ban visszavonták a díjat)
- Ormándi István mozdonyfűtő
- Pálók Ferenc kőműves
- Patsch Ferenc bányamérnök
- Pattantyús-Ábrahám Géza gépészmérnök
- Pless László karmester
- Porpáczy Aladár id. biológus, növénynemesítő
- Progl József gazdasági vezető
- Rábai Miklós koreográfus
- Rőder Béla esztergályos
- Schay Géza kémikus
- Selényi Pál fizikus
- Simon Bálint földműves, gazdasági vezető
- Simonyi Károly fizikus
- Svéd Sándor operaénekes
- Szabó Zoltán orvos, tüdőgyógyász
- Szádeczky-Kardoss Elemér geológus, geokémikus
- Szalay Sándor fizikus
- Székely Lajos bányamérnök
- Szele Tibor matematikus
- Szörényi Éva színész
- Tasnádi Andrásné Széki Pálma vegyészmérnök
- Tolnay Klári színész
- Tóth Aladár zeneesztéta
- I. Tóth Zoltán történész
- Tőkés Anna színész
- Törő Imre orvos, hisztológus
- Turán Pál matematikus
- Urbán Ernő író, újságíró
- Vadász Elemér geológus
- Varga József vegyészmérnök
- Varga Ottó matematikus
- Veres Péter író, politikus
- Westsik Vilmos agrármérnök

### 1951
- Ajtay Zoltán bányamérnök
- Alexits György matematikus
- Babics Antal orvos, sebész-urológus
- Balázs Samu színész
- Bárány Nándor gépészmérnök
- Berény Róbert festőművész
- Bihari Ferenc földműves, gazdasági vezető
- Bihari József színművész
- Budó Ágoston fizikus
- Csorba István kazánfűtő
- Davida Leóné-Bíró Erzsébet pedagógus
- Ék Sándor festő, grafikus
- Erdélyi Gyula géplakatos, szövödei művezető
- Erdey László kémikus
- Fári László vegyészmérnök
- Ferencsik János karmester
- Földessy Gyula irodalomtörténész
- Földvári Aladár geológus
- Fülöp Zoltán díszlettervező
- Gáspár Margit író, műfordító, színigazgató
- Geleji Sándor kohómérnök
- Gönye Lajos földműves, gazdasági vezető
- Görbe János színész
- Guszmann József orvos, bőrgyógyász
- Gyurkovics Mária operaénekes
- Hajós György matematikus
- Hámos György író, forgatókönyvíró, lapszerkesztő
- Háy Gyula drámaíró, műfordító
- Heller László gépészmérnök
- Horvai István rendező, színigazgató
- Jánosik János öntő
- Jánossy Lajos fizikus
- Jónás Gyuláné magkészítő
- Juhász Ferenc költő, lapszerkesztő
- Juhász József vasbetonszerelő
- Jurics Károly géplakatos
- Keleti Márton filmrendező
- Kerpel-Fronius Ödön orvos, gyermekgyógyász
- Kiss Tamás földműves, gazdasági vezető
- Kiszlinger József esztergályos
- Kóta József bányamérnök
- Kotlán Sándor parazitológus
- Kovács István fizikus
- Kugler Lajos hengerész, brigádvezető
- Lajtha László zeneszerző, népzenekutató
- Lovas Lajos földműves, gazdasági vezető
- Lugosi Ferenc vájár
- Oláh Gusztáv rendező, díszlettervező
- Pais Dezső nyelvész
- Pán József díszlettervező
- Pappert Ádám öntő
- Parragi György újságíró
- Pécsi Sándor színész
- Péter Rózsa matematikus
- Pióker Ignác lakatosgyalus
- Pór Bertalan festő
- Ribánszki Sándor fővájár
- Rózsi Ferencné Karagics Julianna szövőnő
- Schlattner Jenő gépészmérnök
- Schnitzler József orvos, sebész
- Schulek Elemér kémikus
- Sebestény Gyula orvos, sebész
- Somlay Artúr színész
- Somogyi László karmester
- Soó Rezső botanikus
- Szabó Ferenc zeneszerző
- Szabó Pál író
- Szabolcsi Bence zenetörténész
- Szemán István géplakatos
- Szervánszky Endre zeneszerző
- Szíjártó Lajos építészmérnök, politikus
- Szilágyi Sándorné agrármérnök
- Tarnóczy Júlia fonónő
- Toldi István pedagógus
- Tolnay Klári színész
- Tóth Béla textilmérnök
- Ubrizsy Gábor növénypatológus, mikológus
- Vajda László kőműves
- Varga Lajos kőműves
- Vendel Miklós geológus, muzeológus
- Vitális Sándor geológus
- Vörös Imre gépészmérnök
- Winkler Dezső gépészmérnök
- Zádor István festő, grafikus
- Zámbó Pál kohómérnök
- Zathureczky Ede hegedűművész

### 1950
- Bán Frigyes filmrendező
- Banga Imre földműves
- Benjámin László író, költő, politikus
- Bólya József gazdasági vezető
- Bőzsöny Lajos fémöntő
- Czukor Anna építőipari munkás
- Csorba Géza szobrászművész
- Domján Bálint földműves, brigádvezető
- Égető Ernő agronómus
- Erdey-Grúz Tibor fizikus, kémikus, politikus
- Fábik József kőműves
- Farkas Ferenc zeneszerző
- Ferenczi Ödön acélöntő
- Fodor Gábor Béla kémikus
- Frank László kohómérnök
- Freund Mihály vegyész- és olajmérnök
- Fülöp Mihály gépésztechnikus
- Gellért Endre rendező
- Gémes Ferenc földműves
- Gerecs Árpád vegyészmérnök, kémikus
- Gombás Pál fizikus
- Havas András mikrobiológus
- Hegyi Barnabás operatőr
- Hetényi Géza orvos, belgyógyász
- A Hódmezővásárhelyi Dózsa Termelőszövetkezeti Csoport Kossuth-díjas tagjai Banga Imre, Domján Bálint, Égető Ernő, Gémes Ferenc
- Homoróczky Imre gazdasági vezető
- Horváth Ede vasesztergályos, vezérigazgató
- Horváth Jánosné-Bátai Ilona építőipari munkás
- A Hosszúpályi Petőfi Termelőszövetkezeti Csoport Kossuth-díjas tagjai tagok: Kéri Lajos és Vincze Gábor
- Illés Béla író
- Illés György operatőr
- Kadosa Pál zeneszerző, zongoraművész
- Kalmár László matematikus
- Kaspár Adolf mezőgazdász
- Kemény Imre fogorvos
- Kéri Lajos párttitkár
- Kertész András mozdonyfűtő
- Kisfaludi Strobl Zsigmond szobrász
- Kollonits János kémikus
- Komlói Építőipari Vállalat vezető munkásai [Kovács János-építőbrigád] (tagok: Czukor Anna, Horváth Jánosné Bátai Ilona, Kovács János, Márki Lajos, Suszter Irén)
- Konecsni György festő, grafikus
- Kónya Lajos költő, író
- Kovács József pedagógus
- Kreybig Lajos agrokémikus
- Latabár Kálmán színész
- Lokker Antal mozdonyfűtő
- Manninger Rezső állatorvos
- Margóczi István olvasztár
- Márk János villamoshegesztő
- Márki Lajos habarcsterítő, kőműves
- Martini Károly gépészmérnök
- Mátrai Gyula építészmérnök
- Mattyasovszky Zsolnay László vegyészmérnök
- Mészáros Ági színész
- Muszka Imre esztergályos
- Nádasdy Kálmán operarendező, zeneszerző
- Neugebauer Tibor fizikus
- Ormai Árpádné gyapjúszövő
- Ott Józsefné magkészítő
- Panyi Ferencné-Szabó Irma bolyhozó
- Pátzay Pál szobrász, éremművész
- Perédi Károly gépészmérnök
- Petényi Géza orvos, gyermekgyógyász
- Pozsonyi Zoltán kőműves
- Rédei László matematikus
- Kurt Sedlmayr növénynemesítő
- Simon Zsuzsa színész, rendező
- Szabó Zoltán Gábor kémikus
- Szakkay Antal orvos, tüdőgyógyász
- Szentágothai János orvos, anatómus, agykutató
- Szőczei Sándor kovács
- Szőkefalvi-Nagy Béla matematikus
- Tar Lajos pedagógus
- Tarján Gusztáv bányamérnök
- Tóth János mozdonyvezető
- Tóth Mihály gazdasági vezető
- Varga Barnabás vájár
- Varga József vegyészmérnök
- Veres Péter író, politikus
- Vincze Gábor gazdasági vezető
- Weiner Leó zeneszerző
- Winter Ernő elektrofizikus

### 1949
- Aczél Tamás író, költő
- Andics Erzsébet történész, politikus
- Balázs Béla író, költő, filmesztéta
- Barakonyi László üzemmérnök
- Beck András szobrász
- Beke Dénes kémikus
- Belitzky József csoportvezető
- Bencsik Mihály földműves
- Bereczky Endre vegyészmérnök
- Berentey Ernő id. orvos, szülész-nőgyógyász
- Biró Ferenc gépészmérnök
- Bognár Géza villamosmérnök, politikus
- Bokros Birman Dezső szobrász
- Bordás Lajos mérnök
- Bruckner Győző kémikus, gyógyszervegyész
- Bugyi István orvos, sebész
- Buzágh Aladár kémikus
- Dege Lajos főművezető
- Dogossy Ferenc főgépész
- Dunai Ernő nyomdász
- Egerváry Jenő matematikus
- Ember Győző történész
- Erőssy Lajos tervezőmérnök
- Feuer Klára pedagógus
- Fischer Annie zongoraművész
- Gellért Oszkár költő, író, újságíró
- Gerendás Mihály biokémikus
- Gergely Sándor író
- Gerő Ernő politikus, közgazdász
- Gillemot László gépészmérnök, anyagtudós
- Gobbi Hilda színész
- Győrffy Barna növénygenetikus, biokémikus
- Heckenast Gusztáv történész, neveléstudós
- Hont Ferenc rendező
- Karácsonyi Béla történész
- Kmetty János festő
- Lehrbaum Ferenc nyomdász
- Lévai András energetikai mérnök, gépészmérnök
- Ligeti Lajos nyelvész, orientalista
- Major Máté építész, építészettörténész
- Mandula Ferenc vegyész, szerológus
- Marek József állatorvos
- Mérei Ferenc pszichológus, neveléstudós
- Mikus Sándor szobrász, éremművész
- Mohácsy Mátyás kertészmérnök
- Moravcsik Gyula klasszika-filológus, történész
- Nagy Sándor újságíró, író
- Nemeskéri István tanító
- Novobátzky Károly fizikus
- Obermayer Ernő agrármérnök, vegyész
- Osváth Júlia operaénekes
- Pach Zsigmond Pál történész
- Palló Imre operaénekes
- Pázsiti Ödön lakatos
- Peja Győző geomorfológus, pedagógus
- Péter Gyula lakatos
- Pór Bertalan festő
- Radványi Géza filmrendező
- Rátkai Márton színész
- Ravasz János neveléstudós
- Rényi Alfréd matematikus
- Révai József publicista, irodalomtörténész, politikus
- Riesz Frigyes matematikus
- Rudas László filozófus
- Rudnay Gyula festő, grafikus
- Rusznyák István orvos, belgyógyász
- Sántha Kálmán orvos, ideggyógyász
- Sassy István traktoros
- Schöpflin Aladár irodalomtörténész, író
- Schulek Elemér kémikus
- Spisák István blokk-kitoló munkás
- Stezserán László műszerész
- Sudár Ferenc vájár, politikus
- Szádeczky-Kardoss Elemér geológus, geokémikus
- Székely Mihály operaénekes
- Szőcs Pál vasesztergályos, gépészmérnök
- Szőnyi István festő
- Tárczy-Hornoch Antal geodéta, geofizikus
- Tersánszky Józsi Jenő író
- Turán Pál matematikus
- Ungár Imre zongoraművész
- Valkó Márton vasesztergályos, igazgató
- Vásárhelyi Zoltán zeneszerző, karnagy
- Veress Sándor zeneszerző
- Verő József kohómérnök
- Vincze Mihály DÉFOSZ-titkár
- Verbovszki János gazdasági vezető
- Weil Emil orvos
- Zelk Zoltán költő
- Zsigmond László történész
- Zsirai Miklós nyelvész

### 1948
- Akarat Endre gépészmérnök
- Ambrus Teréz gépmunkás
- Bajor Gizi színésznő
- Baráth Antal vasesztergályos
- Bartók Béla zeneszerző, zongoraművész (posztumusz)
- Bayer Oszkár vasesztergályos
- Bernáth Aurél festőművész, író
- Bognár Rezső kémikus
- Boros Gyula tanító
- Bruckner Lipót cérnázómester, mérnök
- Bun József gépészmérnök
- Claus Alajos kohómérnök
- Czóbel Béla festőművész, grafikus
- Csók István festőművész
- Derkovits Gyula festőművész (posztumusz)
- Déry Tibor író
- Dési Huber István festőművész (posztumusz)
- Egry József festőművész
- Erdei Ferenc agrárközgazdász, szociológus
- Ernst Jenő orvos, biofizikus, biokémikus
- Etyek és Vidéke Földművesszövetkezet vezető tagjai (tagok: Bogdán József, Gyöngyösi Károly, Meleg János, Szabó István)
- Fábián Magdolna befűző
- Fehér István vegyészmérnök
- Fejér Lipót matematikus
- Ferenczy Béni szobrászművész
- Ferenczy Noémi gobelinművész
- Földvári Jenő vonalmester
- Füst Milán író, költő
- Gábor Sándorné Szorger Rozália selyemszövő
- Gombás Pál fizikus
- Hall József tisztifőorvos
- Hartai Rudolf kábelmester
- Házi Árpád vármegyei alispán
- Herold Sándor szerszámkészítő
- Hoffmann Ferenc orvos, tüdőgyógyász
- Hoffmann Sándor kémikus
- Horváth István földműves, gazdasági vezető (posztumusz)
- Horváth János irodalomtörténész
- Horváth József lakatos
- Ibrányi Földművesszövetkezet vezető tagjai (tagok: Czifranics Mihály, Cseke Bálint, Géczy Gyula, Németh Sándor, Tar Imre)
- Illyés Gyula író, költő
- Ivánovics György mikrobiológus, bakteriológus
- Jáky József építőmérnök
- Jancsó Miklós orvos, belgyógyász, farmakológus
- Jodál Sándor gépészmérnök
- József Attila költő (posztumusz)
- Kardos László néprajzkutató
- Kaszapovics András földműves, egyéni gazdálkodó
- Kemény Gábor pedagógus
- Kirchner Tóbiás asztalos
- Kiskunfélegyházi Gépszövetkezet (tagok: Gulyás Lajos, Iványi János, Mészáros Imre, Simányi H. László)
- Kiss Lajos etnográfus
- Kodály Zoltán zeneszerző, népzenekutató
- Koszta József festő
- Kovács Alajos építőmérnök
- Kovács Margit keramikus, szobrász
- Kozma László villamosmérnök
- Laki Kálmán orvos, biokémikus
- Lukács György esztéta, filozófus
- Major Tamás színész, rendező, színigazgató, politikus
- Medgyessy Ferenc szobrász
- Mekis József politikus, vezérigazgató
- Mihailich Győző hídépítő mérnök
- Molnár Erik történész, politikus
- Molnár György földműves, egyéni gazdálkodó
- Nagy József lakatos
- Nagy Lajos író
- Németh Gyula nyelvész, orientalista
- Németh Sándor földműves, gazdasági vezető
- Okányi Földművesszövetkezet (tagok: Horváth István és Tóth Imre)
- Oroszi János vájár
- Öveges József fizikus, piarista szerzetes
- Pallagi János vájár
- Pallagi Nándor vájár
- Rácz Aladár cimbalomművész
- Rajnák Mihály csőhajlító
- Sági József vájár
- Sági Lajos lakatos
- Schimanek Emil gépészmérnök
- Sík Sándor költő, író, pedagógus, piarista szerzetes
- Somlay Artúr színész
- Somogyi Imre író, kertész, népnevelő (posztumusz)
- Straub F. Brunó biokémikus
- Strém Ferenc tervezőmérnök
- Szamos István kábelmester
- Szávai Nándor irodalomtörténész, műfordító
- Széchy Károly hídépítő mérnök
- Szent-Györgyi Albert biokémikus
- Szondi Józsefné Mihalik Margit selyemszövő
- Temesszentandrási Guido kohómérnök
- Tóth Antal vasesztergályos
- Újhegyi Károly immunológus
- Vadász Elemér geológus
- Vanyur János kikészítőmester
- Varga Balázs vájár
- Varga Bálint gépészmérnök
- Vedres Márk szobrászművész
- Vendl Aladár geológus
- Vilmon Gyula orvos
- Zemplén Géza kémikus